# Économie de la Chine sous la dynastie Han

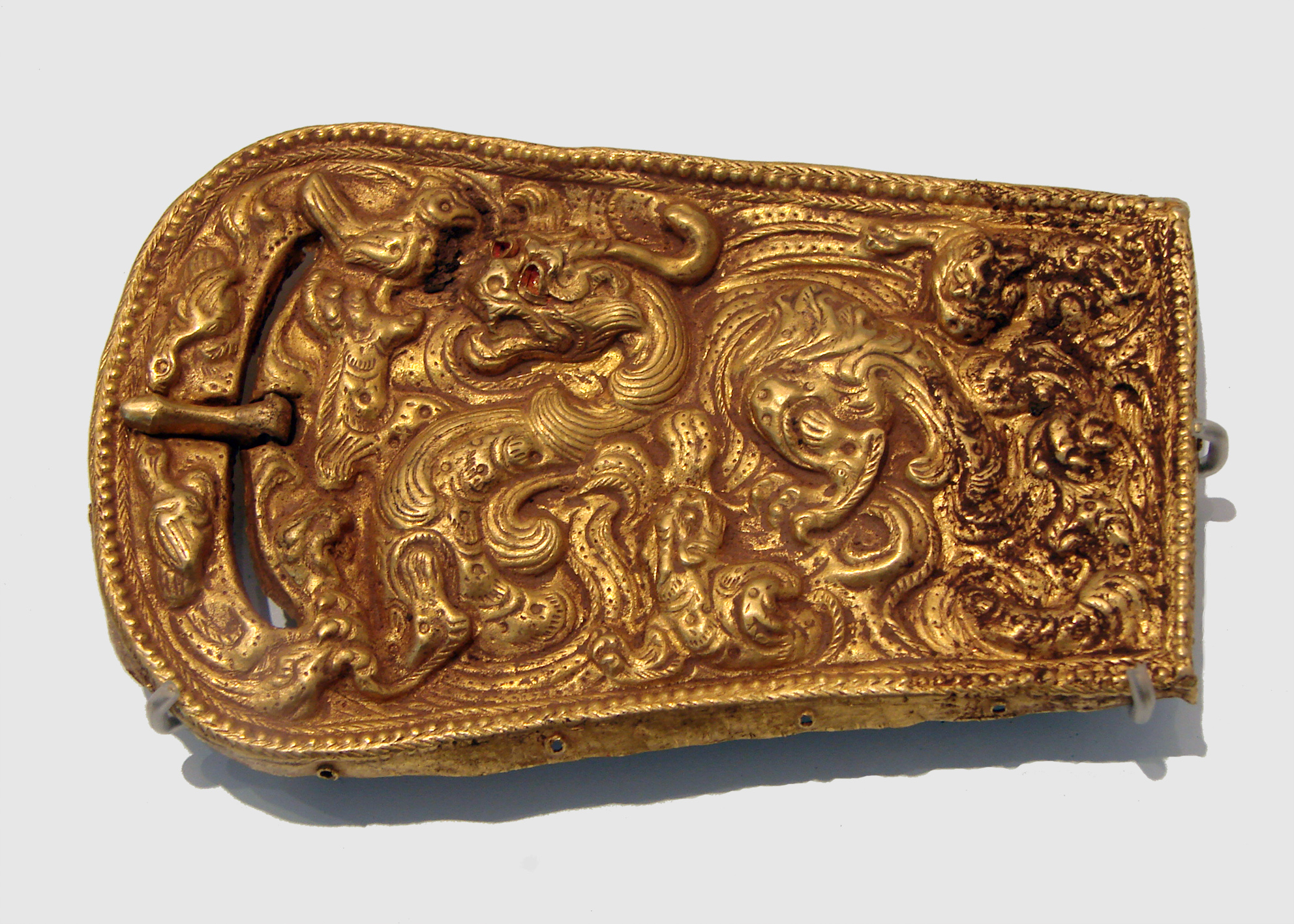
Boucle de ceinture en or, en métal martelé et ciselé. Elle date des Han Orientaux et est décorée avec des représentations d'animaux mythiques

La dynastie Han (chinois simplifié : 汉朝 ; chinois traditionnel : 漢朝) gouverne la Chine de 206 av. J.-C. à 220 apr. J.-C. Elle est traditionnellement divisée en deux périodes : celle des Han occidentaux (西漢) ou Han antérieurs (前漢) (206 av. J.-C. - 9) et celle des Han orientaux (東漢) ou Han postérieurs (後漢), (25 - 220). Ces deux périodes sont séparées par la courte dynastie Xin, fondée par Wang Mang. Après la chute de Mang, la capitale de la dynastie est transférée de Chang'an à Luoyang, située plus à l'est. C'est à cause de ce déplacement vers l'est que les historiens parlent de Han occidentaux avant le changement de capitale et de Han orientaux après.
Durant cette longue période, l'économie chinoise alterne entre les moments de grande prospérité et les crises. Le trait marquant de l'économie sous les Han est une hausse significative de la population, qui entraine une importante urbanisation et une croissance sans précédent de l'industrie et du commerce. Face à ce dynamisme, le gouvernement tente pendant un temps de contrôler l'économie du pays grâce à diverses nationalisations. En parallèle, on constate une hausse importante de la frappe et de la circulation de pièces de monnaie, qui permettent la naissance d'un système monétaire stable. Le développement de la route de la soie facilite les échanges commerciaux et la réception de tributs provenant de pays étrangers situés dans toute l'Eurasie. À noter que la plupart de ces pays n'étaient pas connus des Chinois qui vivaient à l'époque des royaumes combattants. Les capitales impériales de Chang'an, pour les Han occidentaux, et Luoyang, pour les Han orientaux, sont parmi les plus grandes villes du monde de l'époque (en), que ce soit en termes de taille ou de population. C'est là que les ateliers gouvernementaux produisent des biens de luxe destinés aux différents palais de l'empereur, ainsi que des biens de consommation courante pour tous les sujets du Céleste Empire. Le gouvernement prend en charge la construction des routes et des ponts, ce qui facilite le travail des représentants de l'État et le développement du commerce. Sous les Han, les industriels, commerçants et autres grossistes peuvent investir dans une grande variété d'entreprises et travailler pour le domaine privé, le domaine public et même l'armée. Ces opportunités sont ouvertes à tous, de celui qui tient une petite échoppe au riche commerçant.
Sous les Han occidentaux, les paysans sont largement autosuffisants, mais ils commencent à dépendre fortement de leurs échanges commerciaux avec les riches propriétaires de grands domaines agricoles. Beaucoup de paysans s’endettent et sont contraints de devenir des ouvriers agricoles salariés ou de louer des terres aux grands propriétaires terriens. Le gouvernement des Han s’efforce constamment de fournir une aide économique aux agriculteurs pauvres qui doivent rivaliser avec les nobles puissants et influents, les grands propriétaires terriens et les marchands. Le gouvernement tente de limiter le pouvoir de ces groupes riches et puissants grâce à une lourde fiscalité et une réglementation bureaucratique tatillonne. La mesure la plus importante pour contrer ces groupes est la nationalisation des industries métallurgiques et de la collecte du sel, sur ordre de l'empereur Han Wudi. Toutefois, ces monopoles publics sont abrogés au début de la période des Han orientaux. L'intervention croissante de l’État dans l’économie privée au cours de la fin du IIe siècle av. J.-C. affaiblit gravement la classe marchande commerciale, ce qui permet aux riches propriétaires terriens d’augmenter leur puissance, tout en assurant le maintien d’une économie dominée par l'agriculture. Ces riches propriétaires finissent par exercer des activités commerciales tout en maintenant leur contrôle sur les paysans, qui fournissent la plus grande part des recettes fiscales de l'État, l'armée et les travaux publics. À partir des années 180, les crises économiques et politiques s'enchainent. Les Han répondent à ces problèmes en décentralisant de plus en plus le gouvernement, ce qui permet aux grands propriétaires de devenir de plus en plus indépendants et de plus en plus puissants au sein de leurs communautés.

## Système monétaire et urbanisation

### Urbanisation et population

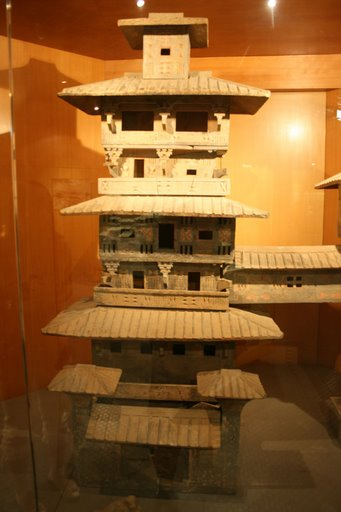
Modèle réduit en céramique peinte, découvert dans une tombe de l'époque des Han. Ce modèle représente une tour d’habitation urbaine avec des vérandas, des toits carrelés, des supports dougong et un pont couvert qui s’étend du troisième étage à une autre tour.

Pendant la période des Royaumes combattants, le commerce privé se développe, des nouvelles routes commerciales apparaissent, de l'artisanat se développe et on passe d'une économie fondée sur le troc à une nouvelle fondée sur l'argent. Tous ces changements amènent la naissance et l'essor de nouveaux centres urbains. Ces nouvelles villes se démarquent des anciennes, qui servent juste de bases à partir desquelles les nobles asseyent leur pouvoir sur leurs terres. L'usage à partir de la dynastie Qin (221 à 206 av. J.-C.) d'une unité monétaire standardisée et utilisable partout dans l'empire, facilite les échanges à longue distance entre les villes. De nombreuses villes de l'époque des Han ont une population importante. Ainsi, Chang'an, la capitale des Han occidentaux, accueille une population d'à peu près 250 000 habitants et Luoyang, la capitale des Han orientaux à peu près 500 000. D’après le recueil des taxes de l'an 2, l'empire des Han compte 57,6 millions d'habitants, répartis entre 12 366 470 foyers. La majorité des habitants des villes vivent dans des zones urbanisées situées à l’extérieur des murailles des villes. Si on prend en compte le centre situé à l'intérieur des murailles et ces zones habitées en dehors des murailles, l'aire urbaine totale de Chang'an à l'époque des Han occidentaux représente une surface de 36 km2. En suivant les mêmes critères, l'aire urbaine totale de Luoyang à l'époque des Han orientaux représente une surface de 24,5 km2. Les deux capitales ont chacune deux marchés de grande taille et chaque marché a un bureau constitué d'un bâtiment officiel du gouvernement haut de deux étages, avec un drapeau et un tambour placés sur le toit. Dans chacun de ces deux bâtiments, on trouve un chef de marché et son adjoint, qui sont présents sur le marché tous les jours pour maintenir l’ordre, collecter les taxes sur les marchandises, fixer les prix de certaines marchandises pour le mois à venir et autoriser la conclusion de contrats entre les commerçants et leurs clients ou leurs fournisseurs.

### Changements monétaires
Au début de son règne, l'empereur Han Gaozu, le fondateur de la dynastie Han, met fin à la frappe de la monnaie par les ateliers gouvernementaux, au profit d'ateliers privés. Après la mort de Gaozu, sa veuve, l'impératrice Lü Zhi, met fin à la frappe privée en 186 av. J.-C. et rouvre les ateliers gouvernementaux. Elle agit ainsi en tant que grande impératrice douairière, c'est-à-dire grand-mère de l'empereur Han Qian Shaodi, qui est alors mineur et incapable de gouverner seul. Elle commence par faire émettre des pièces en bronze d'un poids de 5,7 g; mais en 182 av. J.-C. elle fait frapper une nouvelle pièce pesant 1,5 g. L'apparition de cette monnaie plus légère provoque une inflation généralisée, au point qu'en 175 av. J.-C., l'empereur Han Wendi autorise à nouveau la frappe de monnaie par des ateliers privés. Cette autorisation est toutefois limitée, car l’État continue de frapper aussi de la monnaie et les privés ne peuvent frapper que des pièces de bronze pesant exactement 2,6 g. En 144 av. J.-C., juste avant la fin de son règne, l'empereur Han Jingdi abolit à nouveau la frappe privée des pièces. Malgré cela, les pièces de bronze de 2,6 g continuent à être frappées à la fois par le gouvernement central et par les gouvernements locaux des nombreuses commanderies de l'empire. Cette double frappe ne s’arrête qu'en 120 av. J.-C, lorsque, pendant un an, l'empereur Han Wudi fait remplacer les pièces de 2,6 g par d'autres pesant 1,9 g. C'est à cette époque que l'on voit apparaitre d'autres types de monnaies, les "monnaies de substitution". Elles sont faites en peau de daim blanc brodées, avec une valeur nominale équivalent à 400 000 pièces de monnaie. Ce type de monnaie est utilisé pour collecter les revenus que le gouvernement tire des taxes et autres impôts. Han Wudi introduit également trois pièces en alliage d'étain et d'argent, valant respectivement 3 000, 500 et 300 pièces de bronze et pesant toutes moins de 120 g.
En 119 av. J.-C. le gouvernement fait frapper des pièces en bronze, nommées wushu (五銖), qui pèsent 3,2 g. Ces wushu deviennent la monnaie officielle chinoise et gardent ce statut jusque sous la dynastie Tang (618 – 907). Pendant la brève dynastie Xin (9 – 23), l'empereur Wang Mang fait frapper de nouveaux modes de paiement en l'an 7, 9, 10 et 14 pour remplacer les wushu. Il s'agit de monnaie en bronze en forme de couteau, de monnaie en or ou en argent en forme de bêche, d'écailles de tortues et de cauri. Le taux de change officiel de ces nouvelles monnaies n'a rien à voir avec leur poids, ce qui finit par les dévaluer fortement. Lorsque l'Empereur Han Guang Wudi monte sur le trône et restaure la dynastie Han après la guerre civile qui suit la chute de Wang, il cherche à mettre fin à cette dévaluation. Pour cela, il suit les conseils de son ministre Ma Yuan et rétablit en 40 les wushu comme monnaie officielle de la Chine tout en abolissant les diverses monnaies mises en circulation par Wang. Comme on l'a vu plus haut, jusqu'aux réformes de Han Wudi, les commanderies frappent aussi des pièces, qui sont plus légères et de moins bonne qualité que celles des ateliers d'État Si les réformes de Wudi arrêtent de fait la frappe de ces monnaies en 120 av. J.-C, ce n'est qu'en 113 av. J.-C que le gouvernement central ordonne officiellement la fermeture définitive des ateliers monétaires des commanderies. Dès lors, c'est le surintendant des voies navigables et des parcs qui a le droit exclusif de battre monnaie. Au début de la période des Han Orientaux, ce droit exclusif est transféré au Petit Trésorier (少府). C'est ce ministère qui garde le monopole de la frappe monétaire jusqu’à la fin de la dynastie Han.

#### Exemples de monnaies
Toutes les images de monnaies chinoises anciennes qui illustrent cette partie de l'article viennent du site GaryLeeTodd.com.

Monnaies des Han occidentaux
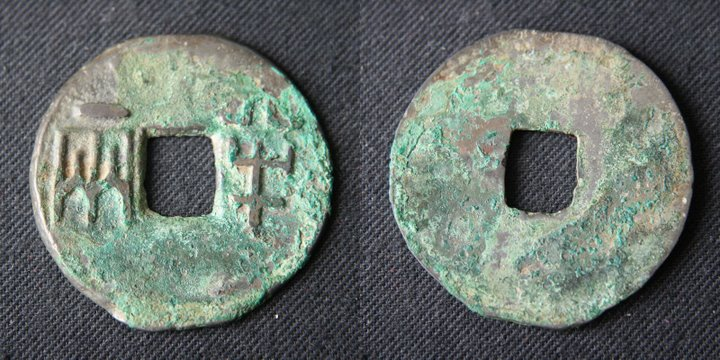
Pièce de 34 mm de diamètre frappée pendant le règne de l'impératrice Lü Zhi (règne : 187–180 av. J.-C)
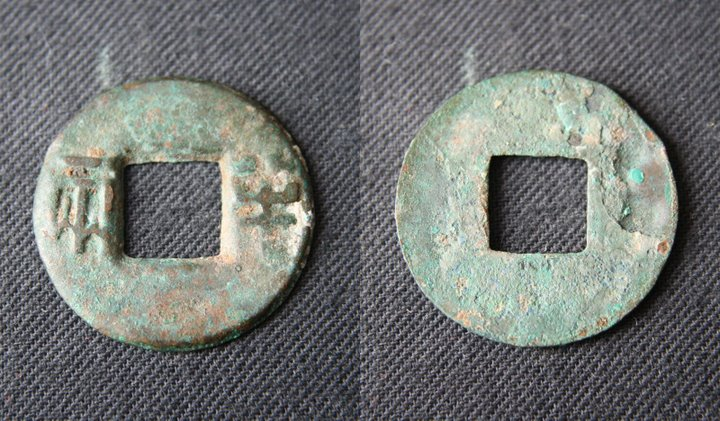
Pièce de 24 mm de diamètre frappée pendant le règne de l'empereur Han Wendi (règne : 180–157 av. J.-C)
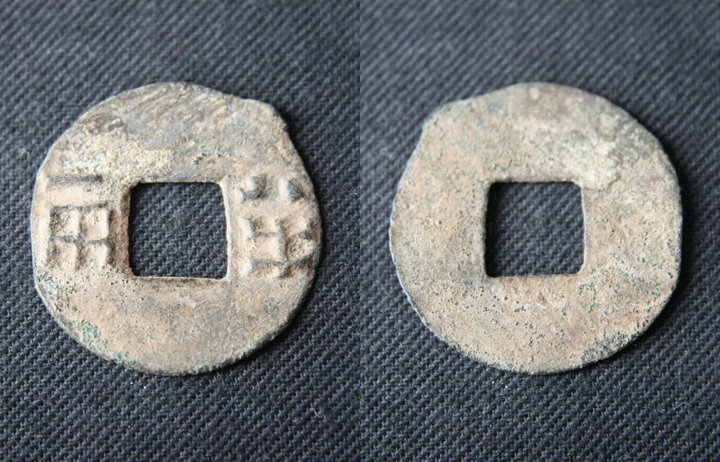
Pièce de 22-23 mm de diamètre frappée pendant le règne de l'empereur Han Wudi (règne : 141–87 av. J.-C). Cette pièce en plomb a été mise en circulation avant l'interdiction de la frappe par des ateliers privés
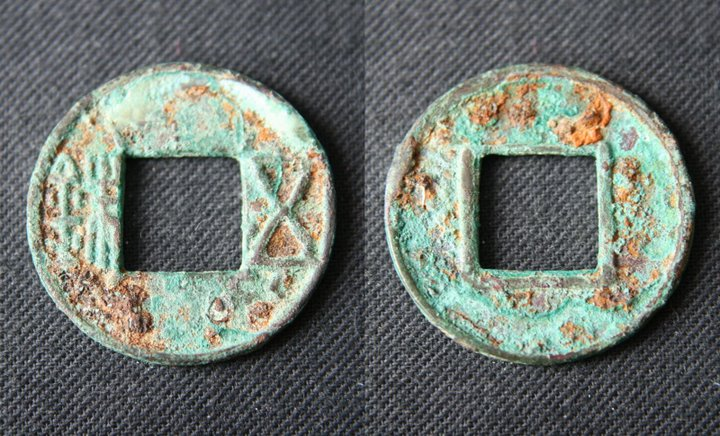
Un wushu (五銖) de 25 mm de diamètre, frappé pendant le règne de l'empereur Han Wudi
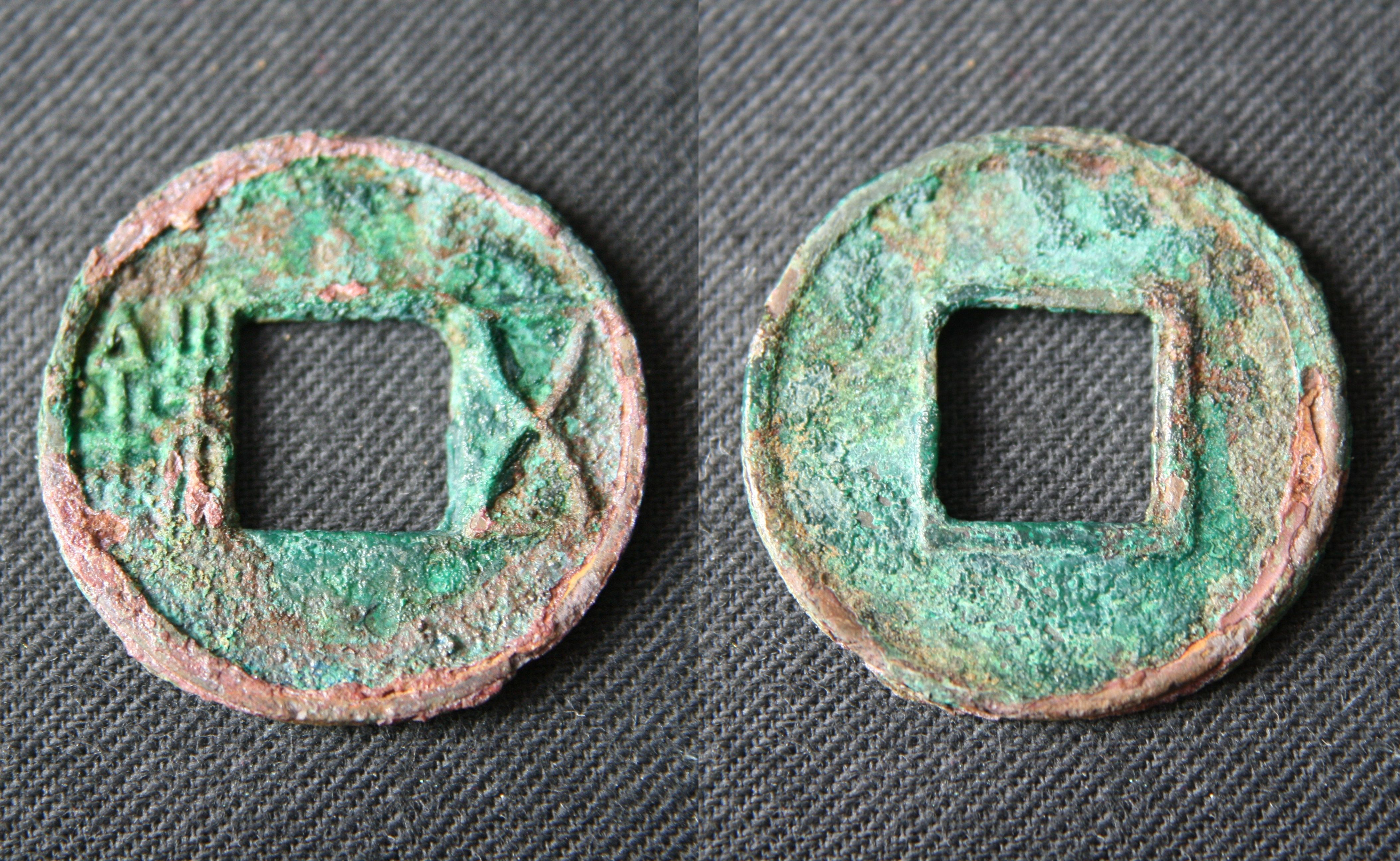
Un wushu (五銖) de 25 mm de diamètre, frappé pendant le règne de l'empereur Han Xuandi (règne : 74–49 av. J.-C)
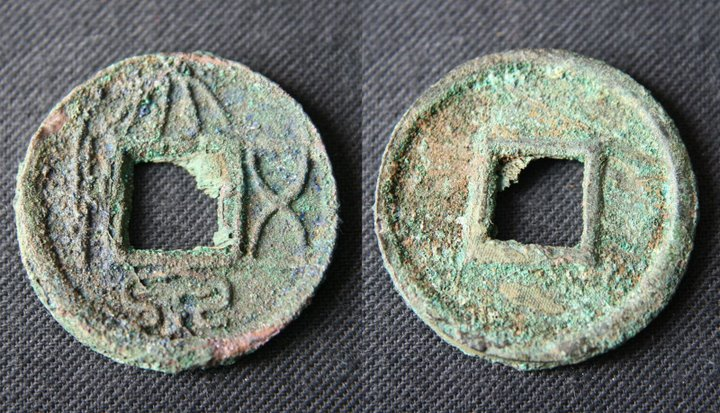
Pièce de 28 mm de diamètre, frappée pendant la régence de Wang Mang (régence : 6–9)

Monnaies de la dynastie Xin
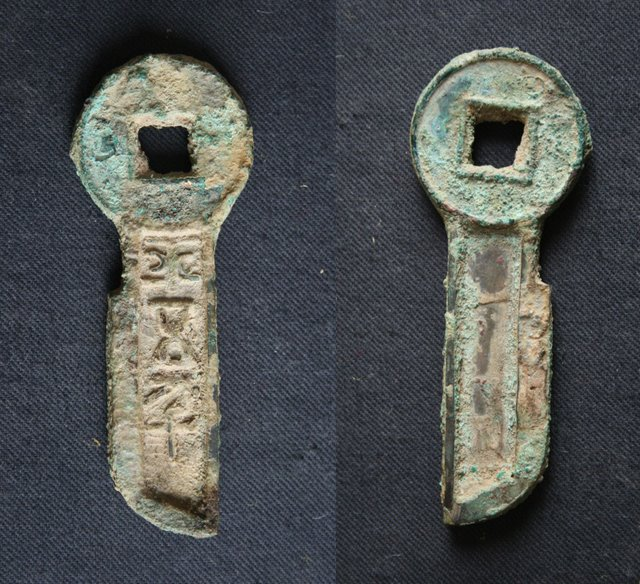
Pièce en forme de couteau frappée durant le règne de l'empereur Wang Mang (9–23)
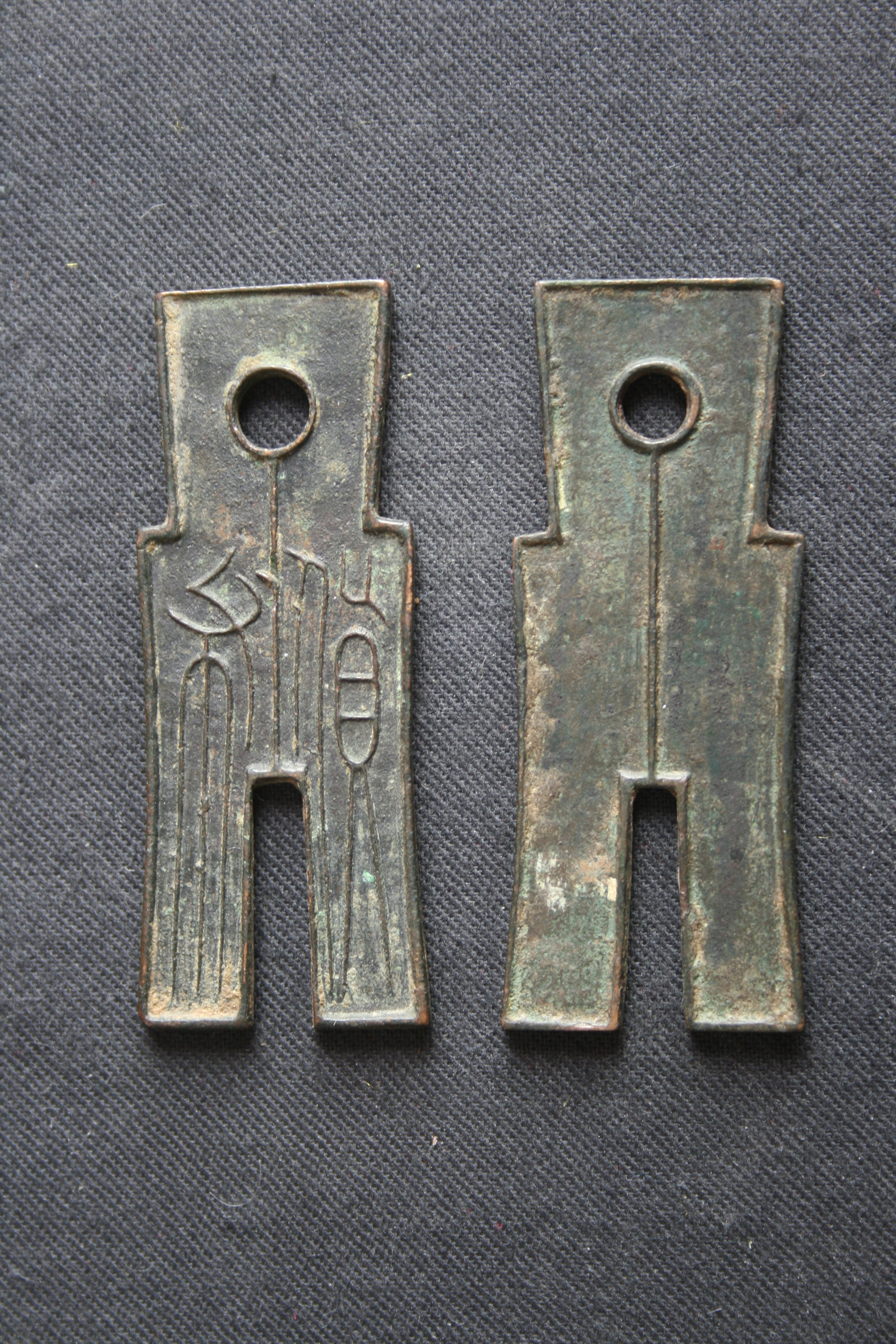
Pièce en forme de bêche, frappée durant le règne de l'empereur Wang Mang
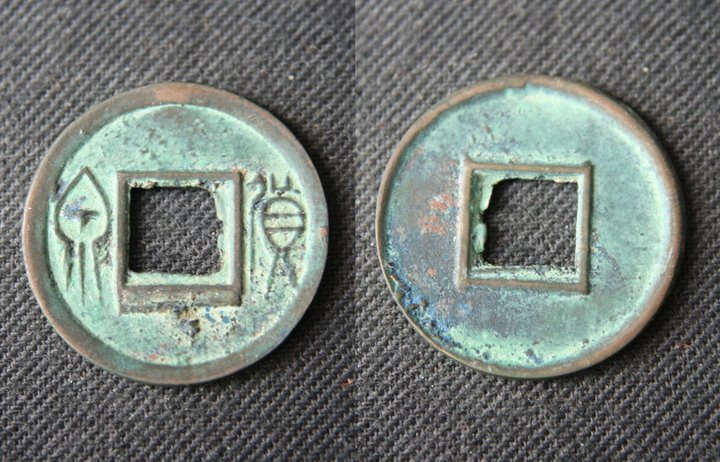
Pièce de 20 mm de diamètre frappée durant le règne de l'empereur Wang Mang (9–23)

### Circulation monétaire et salaires

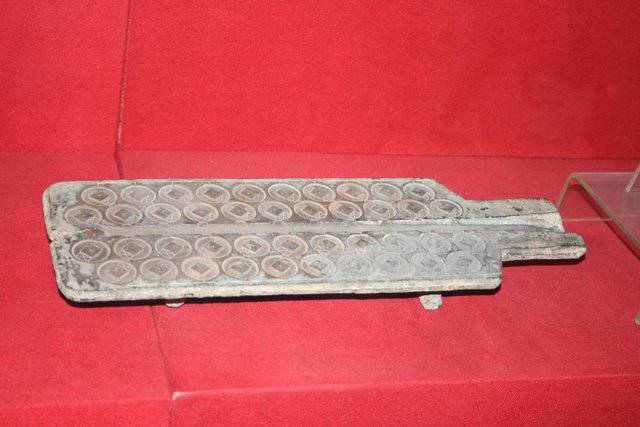
Un moule en bronze datant de la dynastie Han et servant à fabriquer des wuzhu (五銖). Les pièces créées avec ce moule ont un trou carré au milieu, ce qui permet d'enfiler les wuzhu sur une corde et d'en transporter une grande quantité à la fois.

Les marchands et les paysans payent un impôt sur la propriété et un impôt par tête qui doivent être réglés en espèces, auxquels se rajoute un impôt sur la production agricole, payé en reversant à l'État une partie des récoltes. Si de par leur activité, les marchands ont la plupart du temps des espèces pour payer ces impôts, les petits paysans autosuffisants en manquent. Pour gagner l'argent nécessaire au paiement, ils louent leur force de travail comme travailleurs salariés aux grands propriétaires terriens ou travaillent dans des entreprises locales, comme des brasseries. Enfin, ils peuvent aussi vendre dans les marchés urbains des produits agricoles ou des objets qu'ils ont fabriqués. Il est difficile de savoir pourquoi les Han font le choix de privilégier les espèces pour le paiement de certains impôts. Peut-être ont-ils trouvé cette méthode plus simple que de transporter à travers tout l'empire les énormes quantité de marchandises liées à un paiement en nature de tous les impôts.
Entre l'an 118 av. J.-C. et l'an 5, le gouvernement des Han occidentaux fait frapper autour de 28 milliards de pièces, soit une moyenne de 220 millions de pièces frappées chaque année. En comparaison, pendant l’ère Tianbao(天寶) de la dynastie Tang, soit de 742 à 755, il est frappé 327 millions de pièces par an. Et sous la dynastie Song, on frappe 3 milliards de pièces durant l'année 1045 et 5,860 milliards durant l'année 1080. C'est sous les Han orientaux que la quantité de pièces de monnaie possédée par un particulier devient l'indicateur de sa prospérité, car c'est à partir de cette époque que la plus grande partie des salaires sont payés uniquement en espèces. Ainsi, Diwu Lun (第五倫) (fl. 40–85), le gouverneur de la province de Shu, décrit la fortune de ses subordonnés non pas en indiquant quelle est la superficie de leurs propriétés foncières, mais en expliquant que l'ensemble de ces propriétés équivaut à 10 millions de pièces de monnaie. À cette époque, les transactions commerciales se chiffrant en milliers de pièces sont courantes.
Selon les estimations d'Angus Maddison, le produit intérieur brut (ou PIB) chinois sous les Han est équivalent à 450 dollars par tête, une somme qui est au-dessus du niveau de subsistance et qui ne change pas significativement avant le début de la dynastie Song, à la fin du Xe siècle. Le sinologue Joseph Needham conteste ces résultats et affirme que le PIB par habitant de la Chine a considérablement dépassé celui de l’Europe depuis le Ve siècle av. J.-C. et conclut que la Chine des Han est beaucoup plus riche que l’Empire romain dont elle est contemporaine.
Dans tous les cas de figures, la large diffusion des pièces de monnaie enrichit de nombreux commerçants, qui investissent leur argent dans la terre et deviennent de riches propriétaires terriens. Finalement, les efforts du gouvernement pour faire circuler les espèces ont fini par renforcer la classe sociale qu'il a activement essayé de supprimer par le biais de lourdes taxes, d'amendes, de confiscations et de réglementation des prix.

## Taxes, propriété et classes sociales

### Propriétaires fonciers et paysans

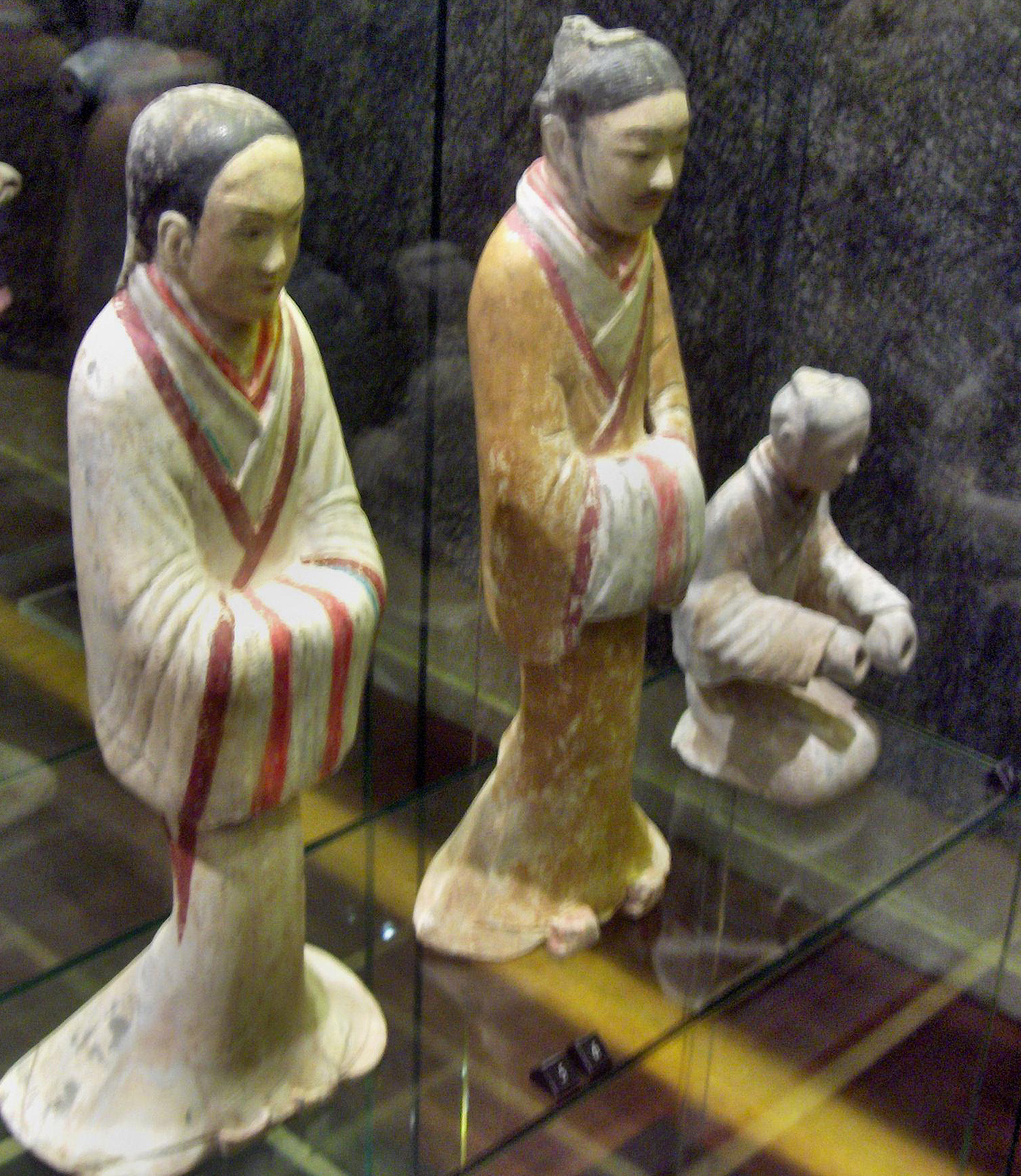
Figurines en céramique datant de l’époque des Han occidentaux, représentant une servante et un conseiller vêtus de robes en soie.

Alors qu'il est le Premier ministre de l'État de Qin sous le gouvernement du duc Xiao, Shang Yang met fin au système dit « puits-champ » (井田 jǐngtián), car il donne trop de richesses et de pouvoirs aux nobles. À la suite de cette réforme, les terres agricoles du Qin sont redistribuées et revendues. Lorsque la Chine est unifiée sous l'égide de la dynastie Qin, cette réforme est reprise à l'échelle du pays tout entier. Les lettrés historiens de la dynastie Han, tels que Dong Zhongshu (179–104 av.J.-C.), attribuent la montée en puissance de la classe des riches propriétaires terriens à cette réforme. Le Han Feizi décrit les conditions d'emplois d'ouvriers agricoles par ces grands propriétaires terriens; une pratique qui remonte au moins au IIIe siècle av. J.-C. et qui est probablement bien plus ancienne. Certains grands propriétaires possèdent un petit nombre d'esclaves, mais la plupart tirent leurs revenus du travail de petits paysans, à qui ils louent des terres et qui leur payent un loyer en nature avec une part des récoltes,. Bien plus nombreux que ces petits paysans locataires, il y a les petits paysans propriétaires de leurs parcelles, qui travaillent pour leur propre compte. Assez souvent, ils sombrent dans le surendettement et doivent vendre leurs terres pour s'en sortir. Ce problème des dettes paysannes prend une telle ampleur qu'un officiel de la cour impériale nommé Chao Cuo (? - 154 av. J.C.) se penche sur le problème et en arrive à la conclusion suivante : si une famille-type de propriétaires terriens indépendants, formée de cinq personnes, n'a pas plus de 4.57 ha de terres cultivables et n'arrive pas à produire plus de 2000 l de grain par an, les effets des catastrophes naturelles et des taxes élevées vont automatiquement les faire sombrer dans les dettes. Et ce à un tel point que, pour pouvoir continuer à vivre, les parents devront vendre leurs terres, leur maison et même leurs enfants avant de devoir travailler comme métayers pour les grands propriétaires.
Les membres de la cour de l'empereur Han Aidi tentent diverses réformes pour limiter la superficie de terre que peuvent acheter les nobles et les grands propriétaires terriens, en vain. Quand Wang Mang devient le régent de l'empereur Han Pingdi en l'an 9 av J.-C. , il tente lui aussi une réforme en abolissant l'achat et la vente de terres. Il les remplace par une variante du système « puits-champ » aboli par Shang Yang, où c'est le gouvernement qui est le propriétaire des terres et qui doit s'assurer que chaque paysan a la même surface cultivable à sa disposition. Au bout de trois ans, les plaintes des nobles et des grands propriétaires terriens sont si nombreuses que Wang Mang abandonne sa réforme. Après la chute de Wang, Han Geng Shidi et Han Guang Wudi font renaitre la dynastie Han en s'appuyant sur les familles de grands propriétaires fonciers pour assoir leur pouvoir. La plupart des membres du gouvernement des premiers Han orientaux deviennent à leur tour des grands propriétaires fonciers.

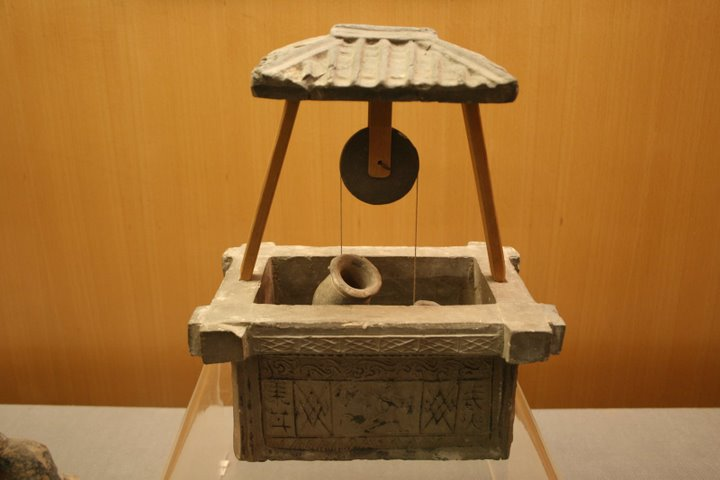
Poterie de la période Han représentant un puits couvert avec un seau

À la fin de la période des Han orientaux, la paysannerie est composée dans son immense majorité de paysans sans terre au service des grands propriétaires. Comme le système fiscal n'a pas évolué et vise surtout les petits paysans propriétaires de leurs terres, les revenus du gouvernement diminuent fortement. Ce manque à gagner est aggravé par les mesures de l'empereur Han Hedi, qui réduit les taxes à chaque catastrophe naturelle et à chaque crise. Finalement, le gouvernement central n'a plus les moyens financiers de gérer les diverses crises qui touchent le pays et s'appuie de plus en plus sur les autorités locales pour régler les différents problèmes. En 153, le gouvernement central se révèle incapable de fournir l'aide nécessaire lorsque le pays est touché à la fois par une invasion d'essaims de criquets et des inondations catastrophiques liées au débordement du fleuve Jaune. Complètement perdus et abandonnés, un grand nombre de paysans sans terres se tournent vers les grands propriétaires terriens pour obtenir de l'aide et deviennent leurs serviteurs exclusifs. Pour Patricia Ebrey, les Han Orientaux représentent une "période de transition" entre les Han occidentaux où les terres sont entre les mains de petits paysans indépendants et la période dite des « Six Dynasties » où les terres sont entre les mains de grands propriétaires et exploitées par des serfs.
La révolte des turbans jaunes en 184 marque le début des troubles qui vont entrainer la fin de la dynastie Han. Et lorsque Dong Zhuo décide de bruler la capitale Luoyang pour couvrir sa fuite, on en arrive au moment où "... les pouvoirs privés et locaux ont remplacé l’autorité publique."

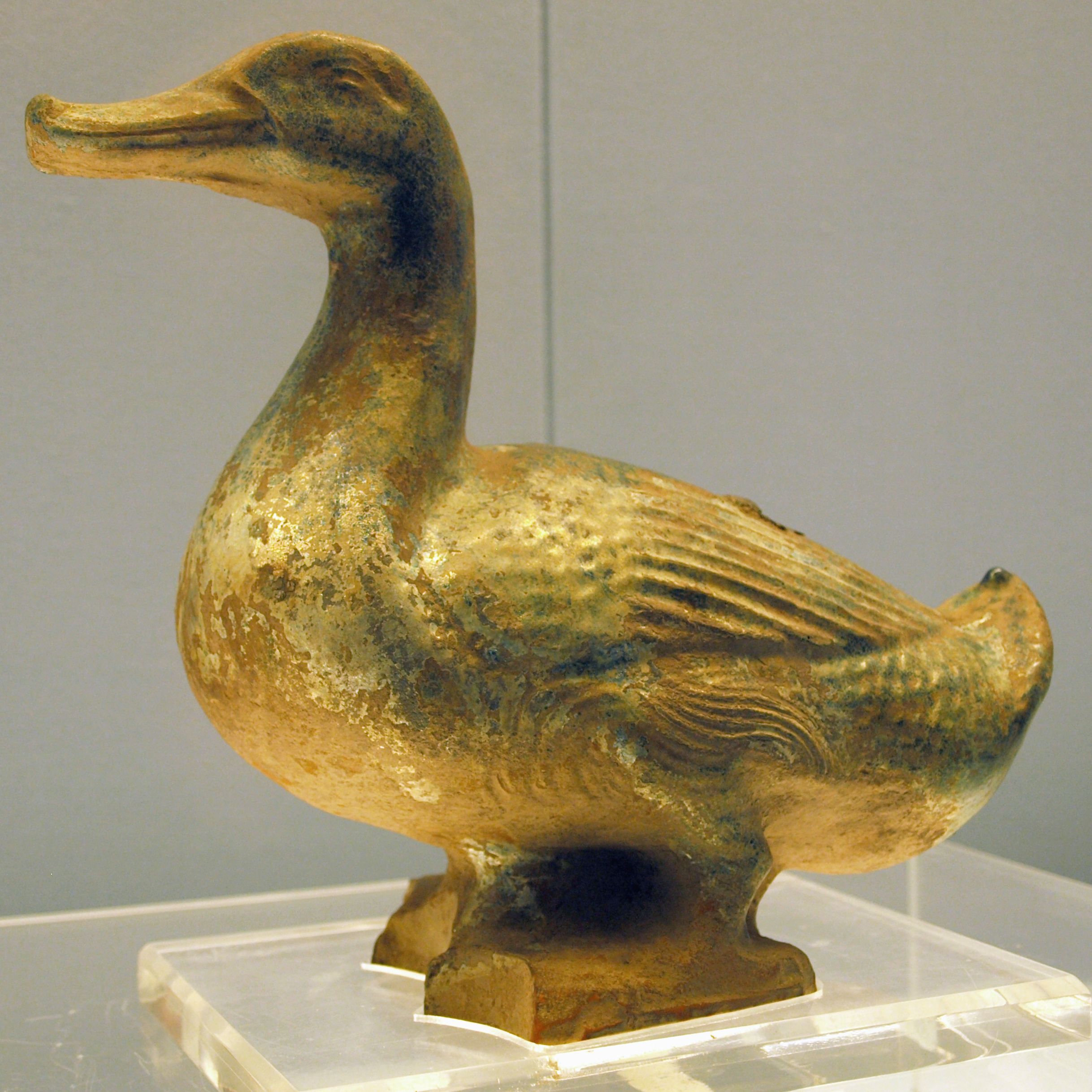
Figurine en céramique datant des Han orientaux représentant un canard.

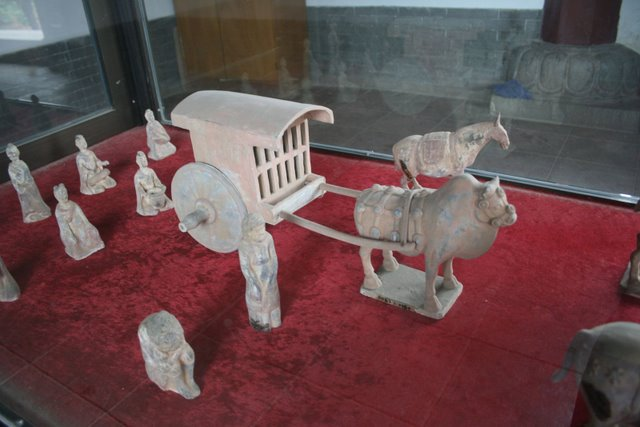
Figurines en céramique datant des Han orientaux trouvées dans une tombe de Luoyang. Elles représentent une charrette tirée par un bœuf, un cheval et des êtres humains

Cao Cao, qui est le dernier chancelier des Han et le Roi de Wei, fait une ultime tentative pour limiter la puissance des grands propriétaires. Il crée des colonies agricoles nommées Tuntian, destinées aux paysans sans terre et contrôlées par le gouvernement. En échange d'une parcelle de terre et d'un peu d'équipement agricole, les fermiers nouvellement installés payent au gouvernement une taxe qui prend la forme d'une partie de leurs récoltes. En créant ces Tuntian, Cao remet au goût du jour un système assez ancien. En effet, dès les années 120 av.J.-C. , l'empereur Han Wudi tente de créer des colonies agricoles dans le nord-ouest du pays et plus précisément dans le corridor du Hexi, qu'il vient juste de conquérir. 600 000 colons s'installent dans ces colonies gérées par l'État et utilisent des graines, des animaux de trait et des équipements que le gouvernement leur prête. En 85 av.J.-C. , un édit impérial donne l'ordre aux gouvernements locaux des commanderies et aux royaumes vassaux d'installer les paysans sans terre sur les propriétés de l'État où ils doivent toucher un salaire. De plus, il faut fournir à ces paysans les graines à semer, leur prêter les outils nécessaires et ils sont exemptés du paiement du loyer pendant cinq ans. L'édit les exempte également de payer l'impôt par tête pendant trois ans et les autorise à retourner dans leur comté d'origine quand ils le désirent. Les Tuntian de Cao Cao, basés sur ces exemples du passé, sont des réussites et servent de modèles aux gouvernements de la période des Trois Royaumes, qui établissent à leur tour ce genre de colonies agricoles.

### Réformes des impôts et des taxes
Parce que les familles de petits propriétaires terriens sont la clef de voûte de l’assiette fiscale des Han, le gouvernement central tente régulièrement d'aider et de protéger les petits propriétaires terriens et/ou de limiter le pouvoir des riches propriétaires et des marchands. Le gouvernement réduit les impôts en cas de mauvaise récolte et fournit des secours après les catastrophes. La cour des Han pratique aussi des remises d’impôt et des prêts de semences pour encourager les paysans déplacés à retourner sur leurs terres. Ainsi, un édit de l'an 94 exempte les paysans déplacés de taxes foncières et de corvée pour une année s'ils retournent à leur ancienne ferme. En 168 av. J.-C. la taxe sur la production agricole est ramenée d’un taux d’un quinzième du rendement des cultures à un trentième. Elle est ensuite abolie en 167 av. av. J.-C., avant d’être à nouveau mise en place en 156 av. J.-C. au taux d’un trentième. Au début des Han orientaux, le taux remonte à un dixième du rendement des cultures, avant de revenir à un trentième en l'an 30, lorsque le chaos politique qui fait suite à la mort de Wang Mang prend fin. Vers la fin de la dynastie Han, le taux d’imposition des récoltes est à nouveau modifié, pour être ramené à un centième du rendement des cultures. La perte de revenus fiscaux est compensée par l’augmentation du taux de l'impôt par tête et de la taxe foncière.
L'impôt par tête est aussi ancien que la dynastie. Son taux est de 120 unités monétaires par an pour la plupart des adultes , 240 pour les marchands et 20 pour les mineurs âgés entre trois et quatorze ans. À partir du règne de l’empereur Han Yuandi, l'âge à partir duquel les mineurs deviennent imposables passe de trois à sept ans. Selon l’historien Charles Hucker, le rendement de cet impôt est biaisé par les autorités locales de tout l'empire, qui sous-évaluent délibérément la population, afin de réduire les impôts et les corvées qu'ils doivent au gouvernement central.

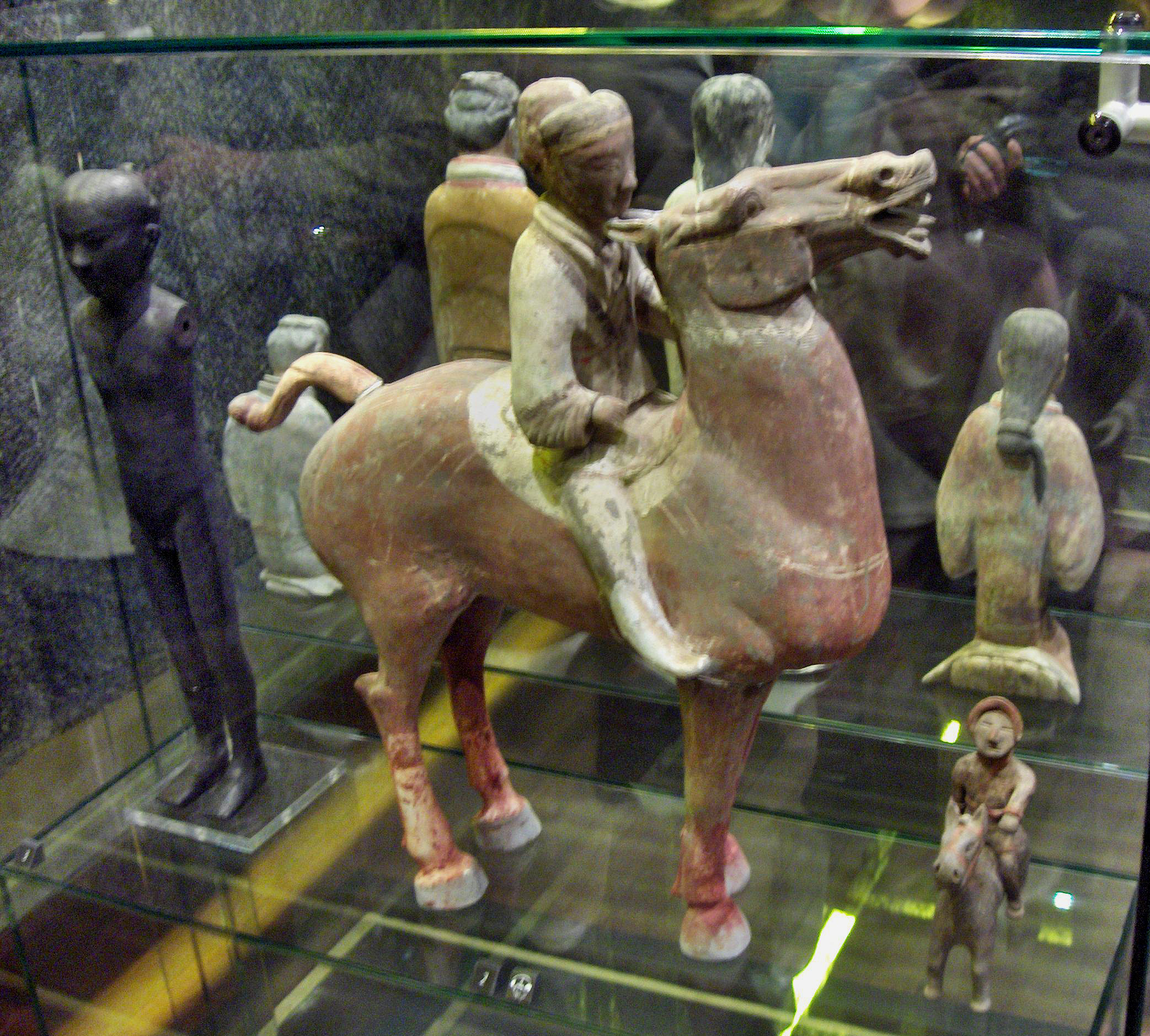
Figurine en céramique datant des Han occidentaux et représentant un cavalier monté

Bien qu'il ait besoin de revenus supplémentaires pour financer la guerre Han-Xiongnu, le gouvernement de l’empereur Han Wudi ne veut pas imposer lourdement les petits propriétaires fonciers. À la place, il préfère créer des nouvelles sources de revenus en augmentant les taxes sur les commerçants, en confisquant les terres des nobles et en vendant des titres de noblesse ainsi que des postes officiels. Il établit également des monopoles d'État sur la frappe des pièces des monnaie, les industries métallurgiques et les mines de sel. Wudi crée également de nouvelles taxes qui touchent les propriétaires de bateaux, petits chariots, chariots, brouettes, boutiques et autres. Avant 119 av. J.-C., la taxe spécifique sur les marchands est de 120 unités monétaires à chaque fois qu'ils possèdent l'équivalent de 10 000 unités monétaires de biens. Après cette date, la taxe passe à 120 pièces pour 2 000 unités monétaires de biens possédés. Les taux d’imposition de presque tous les produits sont inconnus, à l’exception de celui des boissons alcoolisées. Une fois le monopole du gouvernement sur l’alcool aboli en 81 av. J.-C., les marchands de liqueurs doivent s’acquitter d'une taxe d'un montant de 2 unités monétaires pour 0,2 l d'alcool vendu.
Sous les Han orientaux, l'impératrice douairière Deng Sui reprend pendant sa régence (105-121) la vente de certains titres de noblesse et de postes officiels, pour générer les recettes fiscales nécessaires pour faire face aux graves catastrophes naturelles qui frappent le pays et à la rébellion généralisée du peuple Qiang en Chine occidentale. La vente de postes officiels devient la source d'une intense corruption sous l'empereur Han Lingdi, lorsque les eunuques de son entourage prennent le contrôle de la cour et dirigent de fait l'empire. À cette époque, plusieurs postes officiels de haut rang sont vendus au plus offrant au lieu d’être attribués aux candidats qui ont réussi les examens impériaux ou qui sortent de l’Université impériale.

### Conscription

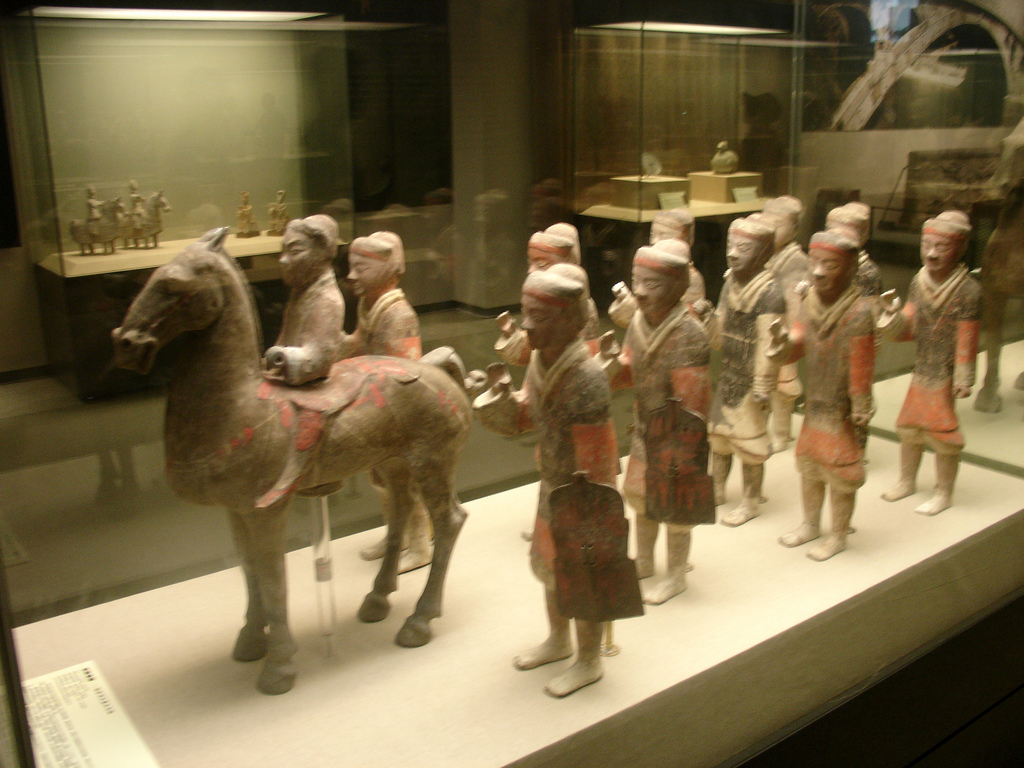
Figurines de céramique peintes de l'époque des Han occidentaux. Elles représentent des fantassins et des cavaliers

Il existe deux formes de conscription de masse sous les Han : la conscription civile (gengzu 更卒) et la conscription militaire (zhengzu 正卒). En plus de payer des taxes en espèces et en nature, tous les paysans vivant sous les Han occidentaux et âgés de quinze à cinquante-six ans, sont mobilisés un mois par an tous les ans, pour la gengzu. Habituellement, il s'agit de travailler sur des chantiers de construction et d'effectuer d'autres tâches d'intérêt général dans leurs commanderies et leurs comtés.
La zhengzu touche tous les paysans de sexe masculin, âgés de plus de vingt-trois. Ils doivent servir dans l’armée, où ils sont assignés à l’infanterie, la cavalerie ou à la marine. Après un an de formation, ils effectuent une année de service militaire actif dans les garnisons des frontières ou comme gardes dans la capitale. Ilx ne sont libérés de cette obligation qu’après avoir atteint l'âge de cinquante-six ans. Une fois leur zhengu achevée, les paysans peuvent rejoindre une des nombreuses milices locales qui existent dans l'empire. S'ils décident de le faire, ils sont obligés de quitter leur milice une fois atteint l'âge de cinquante-six ans. Ces soldats non professionnels forment l’armée du Sud, ou Nanjun (南軍), tandis que les soldats professionnels rémunérés forment l’armée du Nord, ou Beijun (北軍).
La situation change sous les Han orientaux, ou les paysans peuvent éviter la gengzu en payant une taxe, la gengfu (更賦). Cette évolution va de pair avec l’utilisation croissante de travailleurs rémunérés par le gouvernement. De la même manière, la zhengu peut être évitée en payant une autre taxe; car les Han orientaux préfèrent compter sur une armée d'engagés volontaires rémunérés et professionnels.

### Marchands

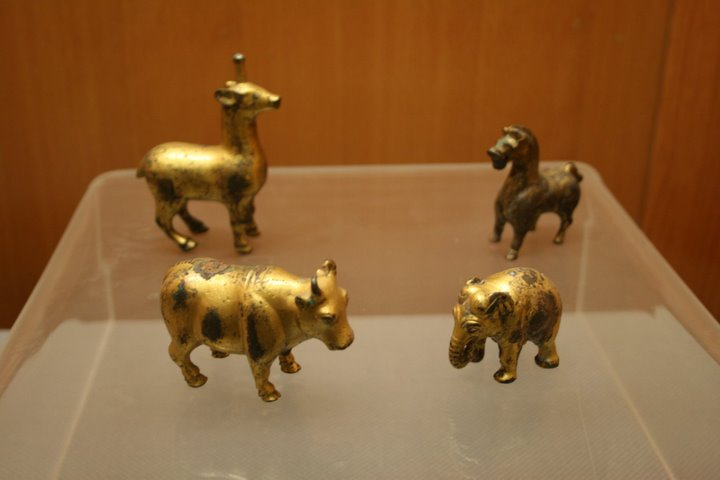
Figurines en bronze doré datant de la dynastie Han et représentant des animaux. Il y a un cheval, un éléphant,une vache et une licorne

Il existe deux catégories de marchands sous les Han : ceux qui vendent des marchandises dans les échoppes des marchés urbains et les commerçants itinérants qui font du commerce à grande échelle en voyageant entre les villes et à l’étranger. Les petits commerçants urbains sont inscrits sur un registre officiel et doivent payer de lourdes taxes commerciales. À partir de l'an 94, un édit exempte de ces taxes les paysans sans terre qui ont recours au colportage pour vivre.
Les marchands ambulants sont souvent riches et ne sont pas obligés de s'inscrire sur les registres. Ils participent souvent à des échanges commerciaux à grande échelle impliquant des fonctionnaires et de puissantes familles. L'historien Nishijima constate que la plupart des biographies d'hommes riches dans le Shiji et dans le livre des Han concernent des marchands ambulants.
En revanche, les marchands urbains qui sont enregistrés ont un statut social très faible et font souvent l’objet de restrictions supplémentaires. L'empereur Han Gaozu promulgue des lois qui augmentent leurs impôts spécifiques, leur interdit de porter des vêtements en soie et interdit à leurs descendants d’entrer dans la fonction publique. Bien que très sévères, ces lois sont difficiles à appliquer. Plus tard, l’empereur Han Wudi se penche sur la question à son tour et cible les deux types de marchands en augmentant les impôts. De plus, les marchands inscrits ne sont pas autorisés à posséder des terres et s’ils enfreignent cette loi leurs terres et leurs esclaves sont confisqués. Malgré toutes ces lois, les riches marchands ambulants sont souvent aussi de grands propriétaires terriens. Mais surtout, l’empereur Wudi a considérablement réduit l’influence économique des grands marchands en entrant ouvertement en concurrence avec eux. Pour cela, il a fait ouvrir sur les marchés des magasins gérés par le gouvernement, qui vendent des produits prélevés dans les stocks des marchands au titre de l'impôt.

## Artisanat, industries et emplois publics

### Industries privées et monopoles d'état

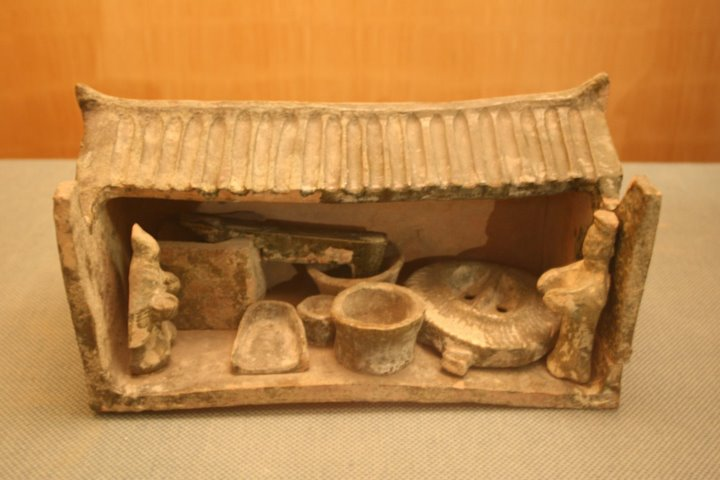
Figurine en céramique représentant un moulin à farine, provenant d'une tombe de la période Han

#### Le fer et le sel
Au début de la dynastie Han, les entreprises métallurgiques et les salins sont entre les mains de riches marchands et des rois vassaux. Ils génèrent des profits qui rivalisent avec les revenus de la cour impériale Une entreprise prospère peut employer des centaines de paysans, ce qui diminue d'autant les revenus générés par les taxes prélevées sur les récoltes agricoles par le gouvernement. Pour réduire le pouvoir grandissant de ces industriels, l'empereur Han Wudi décide en 117 av. J.-C. de nationaliser toutes les industries liées au fer et au sel.
En 98 av. J.-C., le secteur des vins et spiritueux est également nationalisé, avant d’être re-privatisé en 81 av. J.-C., le gouvernement ayant décidé de réduire son interventionnisme économique.
Ces changements de politique sont liés au fait que la cour est tiraillée entre deux partis. D'une part, on trouve le parti Réformiste, qui soutient une politique de non-intervention et de privatisations. À l'opposé, on trouve le parti Moderniste, qui domine politiquement pendant le règne de l'empereur Han Wudi et la régence de Huo Guang. Selon les Modernistes, grâce aux monopoles d'État, on peut avoir des matières premières en abondance, de bonnes conditions de travail et du fer de bonne qualité. Face à cette logique, les Réformistes répliquent que les ateliers sidérurgiques appartenant à l’État fabriquent des produits grands et peu pratiques, conçus pour respecter les quotas plutôt que pour être facilement utilisables, de qualité médiocre et trop chers pour les acheteurs. En 44 av. J.-C., les Réformistes obtiennent l'abolition des monopoles sur le fer et le sel, qui sont rétablis en 41 av. J.-C.. En effet, cette brusque abolition entraîne des pertes importantes de revenus pour le gouvernement et de graves perturbations pour l’économie privée.
Lorsqu'il prend le pouvoir, Wang Mang préserve ces monopoles et ce n'est qu'au début des Han orientaux qu'ils sont à nouveau abolis. Ces industries passent alors entre les mains des entrepreneurs privés et des autorités locales des commanderies. L'Empereur Han Zhangdi recrée les monopoles d'État sur le fer et le sel en 85, avant de les abolir la dernière année de son règne, en 88. Après cette ultime tentative, plus aucun empereur des Han ne tente de remettre en place ces monopoles.
D'un point de vue strictement technique, il faut noter que les Han commencent par récolter du sel marin en utilisant des marais salants, et ce n'est que plus tard qu'ils se mettent à extraire du sel gemme.

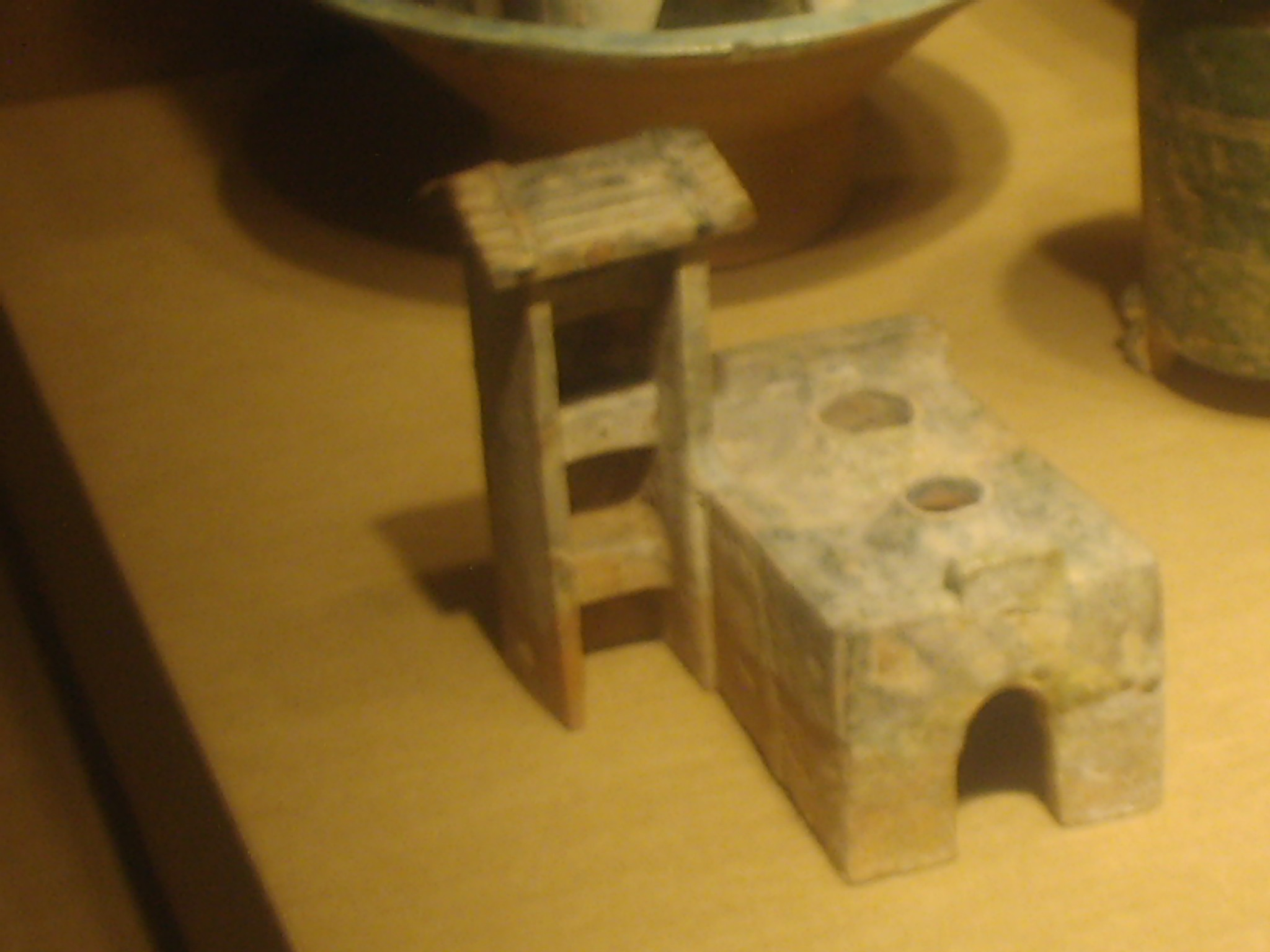
Figurine en céramique représentant un fourneau, datant de la période des Han occidentaux

#### Céréales
Au début de la période des Han occidentaux, le commerce des céréales est un secteur très lucratif, qui est entièrement entre les mains du secteur privé. Cela change sous le règne de l'empereur Han Wudi, qui met en place en 110 av. J.-C. un système visant à réguler le marché des céréales (en). Ce système fonctionne de la manière suivante : Le gouvernement achète des céréales lorsqu'elles sont abondantes et peu chères avant de les transporter soit dans des silos de stockage, soit dans des zones en manque de céréales. Le but recherché est de mettre fin à la spéculation sur les céréales, d'uniformiser le prix des céréales dans toute la Chine et d'augmenter les revenus de l'État central. Ce système est mis au point par Sang Hongyang (??? - 80 av. J.-C.), un ancien marchand passé au service de l'Empereur sans pour autant être un fonctionnaire. Très vite, les marchands critiquent le système de Hongyang, car il implique la présence de représentants du gouvernement sur les étals des marchés. Ce système est abandonné sous les Han Orientaux, avant d’être brièvement remis en place par l'empereur Han Mingdi. Ce dernier abandonne définitivement ce système en l'an 68, lorsqu'il comprend que le stockage de céréales par l'État provoque une hausse des prix et n'enrichit que les grands propriétaires terriens.
Selon Patricia Ebrey, bien que la plupart des politiques budgétaires de l’empereur Han Wudi soient abrogées sous les Han orientaux; les dégâts qu'elles ont infligés à la classe marchande et les politiques de laissez-faire des Han orientaux permettent aux plus riches des propriétaires terriens de dominer la société. Cette domination fait que, pendant des siècles, l’économie chinoise reste basée sur la production agraire. Le gouvernement central de Han orientaux perd une importante source de revenu en renonçant à son monopole sur le sel et le fer, ce qui l'oblige à acheter toutes les armes de ses soldats à des fabricants privés. Cependant, il faut relativiser cette perte de recettes, qui est compensée par l’augmentation des taxes prélevées sur les commerçants.

### Ateliers Gouvernementaux

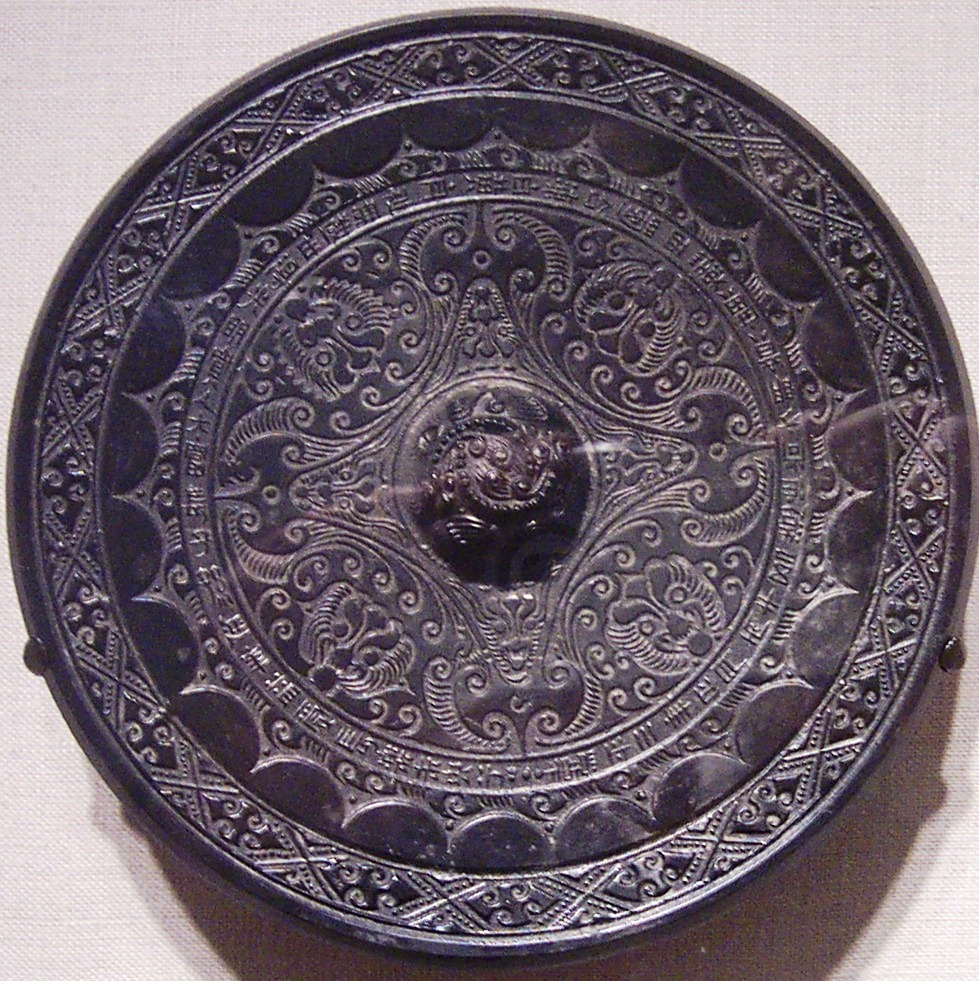
La face arrière d’un miroir en bronze datant de la période des Han orientaux. Cette face est décorée avec têtes de félins sur un fond festonné. Sur le miroir est inscrite la date de fabrication, qui correspond à l'an 174

Les ateliers gouvernementaux des Han fabriquent des objets de luxe, des objets de la vie quotidienne et même des articles funéraires connus sous le terme de Mingqi (明器/冥器). Ces Mingqi incluent, entre autres, des figurines en céramique et des briques ou des tuiles servant à décorer les murs des tombeaux. Ces ateliers sont sous la tutelle du Petit Trésorier (少府).
Parmi ces ateliers, on trouve le Bureau des Arts et de l’artisanat, qui produit des armes, des miroirs en bronze, de la vaisselle et autres biens de consommation. Il y a également le Bureau des Manufactures, qui produit des armes bon marché, des armures et divers ustensiles. Les vêtements et autres tissus utilisés par l'Empereur et sa famille sont fabriqués par la Maison de Tissage de l’Ouest et la Maison de Tissage de l’Est. Cette dernière est abolie en 28 av. J.-C., et la Maison de Tissage de l’Ouest est rebaptisée Maison de Tissage.
Les ateliers situés dans les commanderies fabriquent des vêtements en soie, des tissus brodés, des objets de luxe faits d'argent et d'or, ainsi que des armes. Les navires de guerre sont construits dans un atelier-chantier naval, situé dans la région qui correspond actuellement à la province d’Anhui. Même si le gouvernement utilise des esclaves appartenant à l’État, des ouvriers soumis à la corvée et des condamnés dans ses ateliers, il engage également des artisans qualifiés qui sont bien rémunérés.
Les laques de l'époque Han sont fabriquées aussi bien par des ateliers privés que par des ateliers gouvernementaux. Des centaines de travailleurs peuvent être employés pour travailler sur un seul article de luxe, comme une tasse laquée ou un écran. Sur certains objets en laque il est juste inscrit le nom du clan de la famille à qui ils appartiennent. Sur d'autres on trouve le nom et les titres du propriétaire, le type de vaisselle, leur contenance, le jour précis de fabrication, les noms du ou des gestionnaire(s) qui a/ont supervisé la production des objets, ainsi que les noms des travailleurs qui les ont fabriqués. Même quelques instruments en fer fabriqués pendant la période où la métallurgie est un monopole d'État portent des inscriptions indiquant leur date de fabrication, qui les a fabriqués et le nom de l’atelier. Des étriers de bronze datant de la dynastie Xin et utilisés pour réaliser des mesures rapides, portent une inscription indiquant qu’ils ont été "fabriqués un jour gui-you, lors de la nouvelle lune du premier mois de la première année de l’ère Shijian guo." Ces étriers datent de l'an 9. Des laques Han portant le sceau impérial ont été retrouvées par les archéologues modernes dans des endroits situés bien au-delà de la région des capitales des Hans; comme Qingzhen dans la province de Guizhou, Pyongyang en Corée du Nord et Noin Ula en Mongolie.

### Projets de construction publics
C'est l’Architecte de la Cour qui est chargé par le gouvernement central de mener à bien tous les projets impériaux de construction et travaux publics, y compris la construction des palais et des tombeaux.

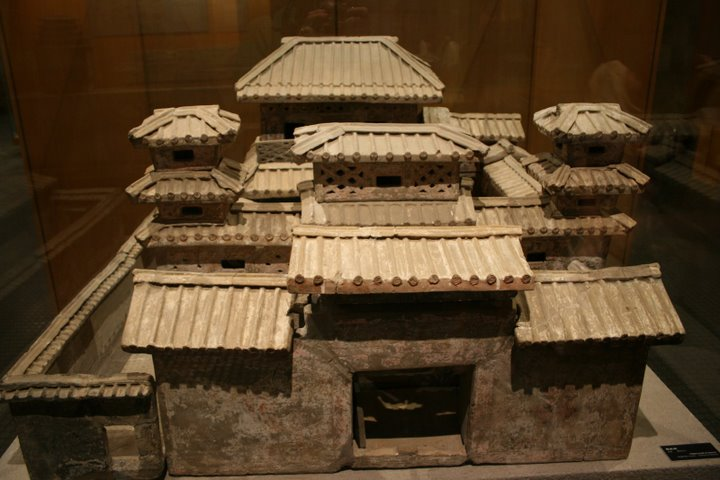
Une figurine en poterie provenant d'une tombe de la dynastie Han. Cette figurine représente une somptueuse résidence avec tours de guet, grand porte d'entrée, halls, murs extérieurs, patios, vérandas, toits carrelés et fenêtres.

Au cours de la période des Han occidentaux, la main d’œuvre pour ces travaux est fournie par des paysans conscrits, organisés en équipes de travail composées de plus de cent mille travailleurs. Ainsi, il a fallu environ 150 000 travailleurs enrôlés, chacun travaillant pendant deux périodes consécutives de trente jours, pour construire les murs massifs servant à défendre la capitale Chang ' an. Ce chantier hors norme dure cinq ans et s’achève en 190 av. J.-C. Ces ouvriers soumis à la conscription sont aussi chargés de construire et entretenir des sanctuaires dédiés à des divinités et aux esprits des ancêtres de l’empereur. Ces conscrits doivent également assurer le maintien des réseaux de canaux utilisés pour l’irrigation et le transport des denrées agricoles. Parmi les plus grands projets de rénovation de canaux de la période Han, on trouve la remise en état du système d’irrigation de Dujiangyan et du canal de Zhengguo, construits respectivement par l’État de Qin et la dynastie Qin (221-206 av. J.-C.).
À l'heure actuelle, on connait dix-neuf inscriptions en pierre commémorant la construction de nouvelles routes et de ponts par le gouvernement des Han orientaux. Les fouilles réalisées à Chang'an montrent que des ponts en bois ont été construits au-dessus du fossé défensif, pour permettre d'accéder aux portes de la ville. Les routes nécessitent également des réparations périodiques. Par exemple, en l'an 63 la voie menant des monts Qilian, à Luoyang, la capitale, en traversant Hanzhong, a fait l'objet d'une importante réfection. Durant ce chantier, les Han orientaux font construire 623 ponts sur chevalets, cinq grands ponts, 107 km de nouvelles chaussées et 64 bâtiments,. Les ouvriers conscrits travaillant pour l'armée construisent également des ponts. Ainsi, pendant sa campagne contre les Xiongnu dans le désert d’Ordos en 127 av. J.-C., le général Wei Qing (??? - 106 av. J.-C.) fait construire un nouveau pont au-dessus de la rivière Wujia dans l'actuelle Mongolie intérieure. Il utilise ce pont pour déplacer des troupes et faire venir des approvisionnements, afin de lancer une attaque contre les Xiongnu, dans une zone située au nord-ouest de l'actuel Xian de Wuyuan (五原县). Selon Patricia Ebrey :

« Il y avait, bien sûr, de nombreuses raisons justifiant l’entretien des routes. Un système politique unifié pouvait être maintenu aussi longtemps que le gouvernement avait les moyens de déplacer rapidement des fonctionnaires, des soldats ou des messagers suivant les besoins. Un tel système de transport, dès sa création, a facilité le commerce. Au niveau local, les projets de routes et de ponts semblent avoir été lancés aussi bien pour l'usage des commerçants itinérants que pour celui des officiels du gouvernement. »

## Commerce intérieur

### Matières premières et biens échangés

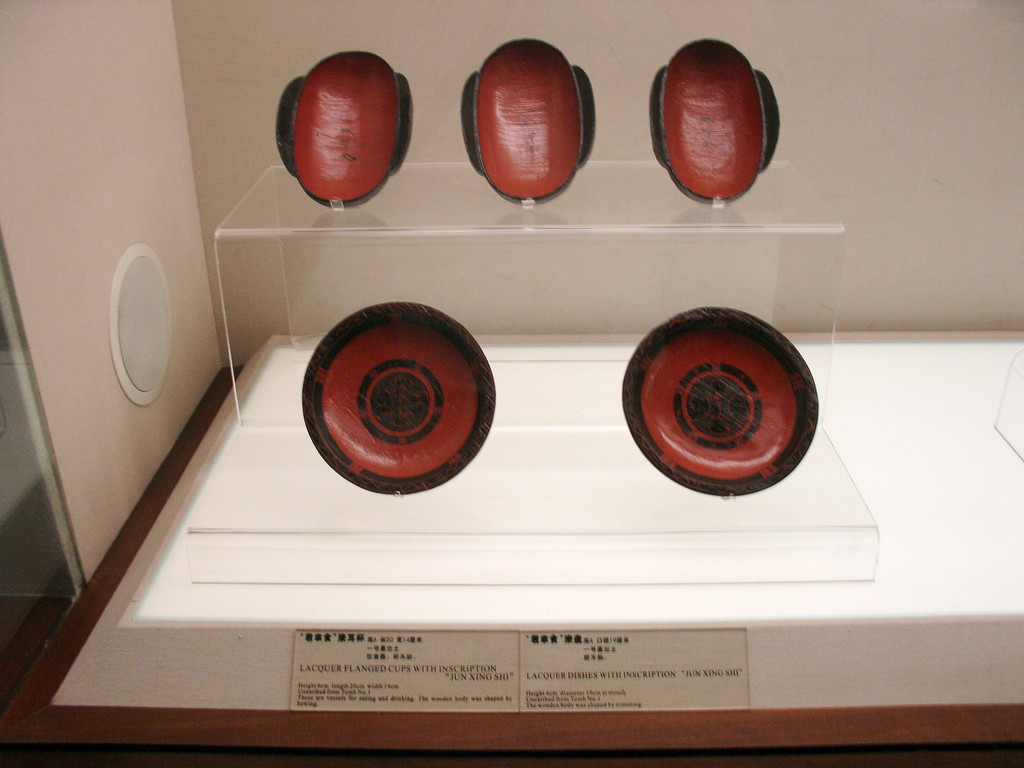
Ensemble de laques rouges et noires comprenant des plats et des tasses. Ils viennent de la tombe no. 1 de Mawangdui,, période des Han occidentaux

Le détail des biens et marchandises échangés pendant la dynastie Han nous sont connus grâce aux historiens de l’époque, comme Sima Qian (145 - 86 av. J.-C.) et Ban Gu (32 - 92), ainsi que grâce aux historiens plus tardifs comme Fan Ye (398 – 445). Tous enregistrent les détails des transactions commerciales et des produits échangés par les marchands sous les Han. D'autres preuves de l'existence de ces produits sont issues des fouilles archéologiques.
Il ressort de ces différentes sources que les principaux aliments de base cultivés durant la dynastie Han sont le millet, le riz (y compris le riz gluant), le blé, les fèves et l'orge. Les autres produits alimentaires incluent le sorgho, le taro, les plants de moutarde, le jujube, la poire, la prune (Prunus salicina et Prunus mume compris), la pêche, l'abricot et le myrica. Dans les viandes consommées par les Han, on trouve le poulet, le canard, l'oie, le bœuf, le porc, le lapin, le cerf sika, la tourterelle, la chouette, la bambusicole de Chine, la pie, le faisan de Colchide et la grue. Enfin, les Chinois de cette période consomment de nombreux types de poissons.
La production de la soie grâce à la sériciculture est rentable aussi bien pour les petits agriculteurs que pour les producteurs à grande échelle. Les vêtements en soie sont trop chers pour les pauvres, qui portent des vêtements le plus souvent faits de chanvre. Les femmes vivant en zone rurale tissent généralement les vêtements de la famille.
Parmi les objets ordinaires en bronze, on trouve des objets à usage domestique, comme les lampes à huile, les brûleurs d’encens, les tables, les fers à repasser, les poêles et des pots. Les objets en fer servent souvent pour la construction et les travaux agricoles. Cela inclut les socs de charrue, les pioches, les piques, les pelles, les houes, les faucilles, les haches, les herminettes, les marteaux, les burins, les couteaux, les scies, les alènes et les clous. Le fer sert aussi à faire des épées, des hallebardes, des pointes de flèches et des armures d'écaille pour les militaires.

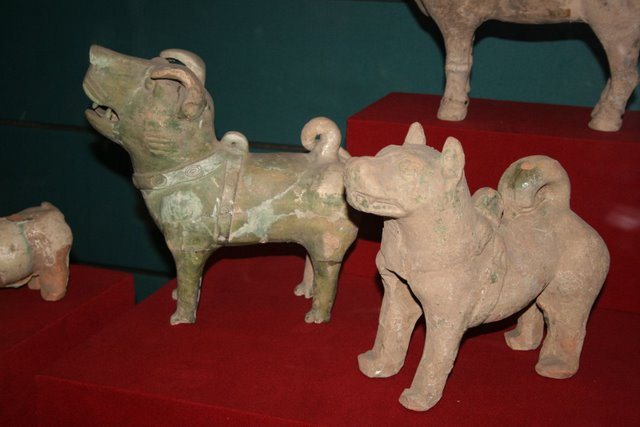
Bien que les Han consomment de la viande de chien, ces derniers ont été aussi domestiqués comme animaux de compagnie. De fait, la plupart des chiens sont des animaux de compagnie, tandis que des races spécifiques sont élevées pour la consommation.
Ces deux poteries représentant des chiens portent des colliers décoratifs et viennent d'une tombe de la dynastie Han.

Mais tout ceci ne représente qu'une partie des biens et objets que l'on trouve dans le commerce à l'époque des Han. Il y a différents types de boissons et nourritures, comme les liqueurs, les marinades, les sauces, les moutons, les porcs, les céréales, la levure de fermentation, les haricots, le poisson séché, l'ormeau, les dates, les châtaignes, ainsi que des fruits et légumes variés. Le commerce des matières premières est également important et inclut des peaux de bovins, du bois pour la construction navale, des perches de bambou, des colorants, des cornes, de la laque brute, du cinabre, du jade et de l'ambre. On vend de nombreux vêtements et des matériaux pour en créer comme la soie tissée, des tissus pour vêtements de qualité diverse, des peaux d'animaux fines ou grossières, du feutre, des nattes ou des chaussons de peau de daim. On trouve également des couverts et des baguettes en bronze ainsi que des assiettes en argent, en bois ou en fer et différents objets en céramique à utiliser durant le service. Il faut également citer les objets d’art en laque ou en céramique et les cercueils plus ou moins luxueux en catalpa, robinier, genévrier et bois laqué. Enfin, on achète et on vend différents types de véhicules tels que des chariots légers à deux roues, de lourdes charrettes et des chevaux de trait ou de selle.
En plus de ces marchandises que l'on trouve à peu près partout dans l'empire, les historiens de la dynastie Han listent les marchandises spécifiques à certaines régions. Dans la région correspondant à l'actuelle province de Shanxi, on peut acheter du bambou, du bois, des céréales et des pierres précieuses. Au Shandong on trouve du poisson, du sel, de l'alcool et de la soie. Dans la région du Jiangnan, on produit du camphre, du catalpa, du gingembre, de la cannelle, de l'or, de l'étain, du plomb, du cinabre, de la corne de rhinocéros, des écailles de tortue, des perles, de l'ivoire et du cuir. Lorsque Patricia Ebrey répertorie les éléments trouvés dans un tombeau du IIe siècle situé à Wuwei, Gansu, elle fournit la preuve que les articles de luxe peuvent être obtenus même aux plus lointaines frontières de la Chine éloignées.

« ... quatorze poteries ; divers objets en bois incluant un cheval, porc, bœuf, poulet, poulailler et un animal avec une seule corne ; soixante-dix pièces de cuivre ; un mécanisme d’arbalète en bronze ; un pinceau pour l'écriture ; un encrier laqué ; un plateau de laque et le bol ; un peigne en bois ; un ornement de jade ; une paire de chaussures de chanvre ; un sac de paille ; les restes d’une bannière avec une inscription ; une épingle à cheveux en bambou ; deux sacs en paille et une lampe en pierre. »

### Commerce et secteur agricole

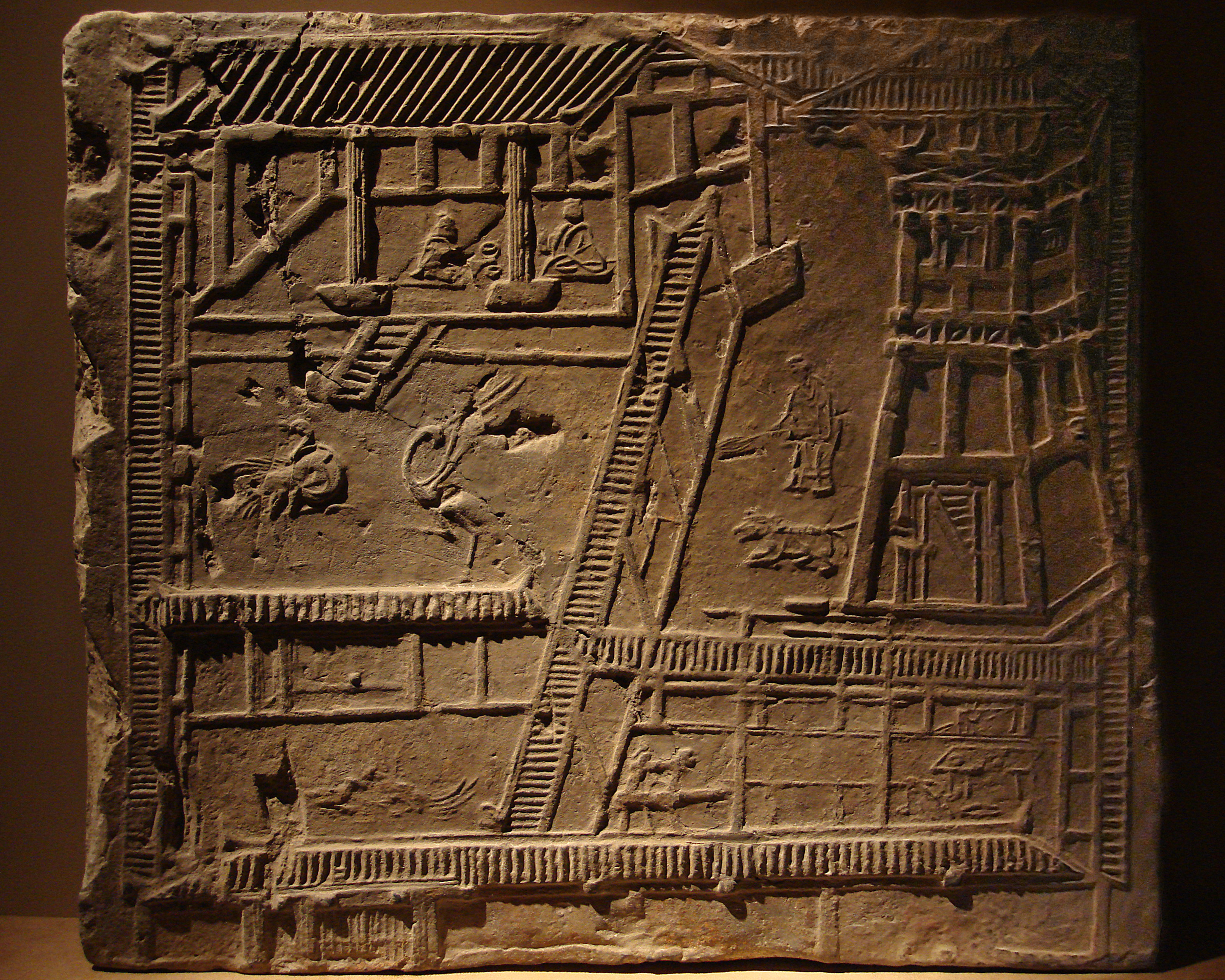
Brique gravée datant des Han orientaux, provenant de la paroi d'une tombe d'une famille riche et puissante de Chengdu. Elle représente la maison d’un riche et influent officiel du gouvernement des Han. Il dispose d’une cour intérieure fermée, d'une maison, de chambres, de halls, d'une cuisine, d'un puits et d'une tour de guet. L’hôte et son invité sont assis et boivent dans la cour intérieure, tandis que deux coqs se combattent et que deux grues dansent.

Au début de la périodes des Han orientaux, l'empereur Han Mingdi promulgue des lois qui interdisent à ceux qui travaillent, d'une manière ou d'une autre, dans le secteur agricole d'exercer simultanément une quelconque activité commerciale. Ces lois sont en grande partie inefficaces, puisque les riches propriétaires terriens et les grands seigneurs tirent d'importants profits de la vente des biens et marchandises produits sur leurs terres. Le cas de Cui Shi (催寔) (??? - 170) est révélateur de la complexité de la situation concernant ces lois. Shi est un administrateur local d'une Commanderie, qui sert plus tard comme fonctionnaire au sein du Secrétariat du gouvernement central. À la suite du décès de son père, il se retrouve dans l'incapacité de payer les funérailles de ce dernier. Pour régler ses dettes, Cui Shi monte une entreprise vinicole dans la cave de sa maison. Apprenant cela, les autres membres de la petite noblesse locale le critiquent, affirmant que cette pratique a beau ne pas être illégale, elle n'en est pas moins immorale.
Le Simin yueling (四民月令) de Cui Shi est le seul écrit d'importance traitant de l’agriculture à l’époque des Han orientaux qui nous soit parvenu intact. Pour compléter les écrits de Shi, il y a le Fan Shengzhi shu (氾勝之書), qui date du règne de l’empereur Han Chengdi (33 - 7 av. J.-C.) et dont seulement environ 3 000 caractères du texte originel subsistent encore. Le livre de Shi fournit des descriptions de rituels pour le culte des ancêtres, les fêtes religieuses et les festivals; la conduite à tenir pour tout ce qui touche aux rapports familiaux et aux liens de parenté, le travail à la ferme et l'éducation des garçons. Le livre de Cui Shi fournit également des instructions détaillées indiquant quels mois sont les plus rentables pour acheter et vendre certains types de produits agricoles.
Le tableau suivant est basé sur l'article de Patricia Ebrey "Estate and Family Management in the Later Han as Seen in the Monthly Instructions for the Four Classes of People", paru en 1974. D'après Ebrey : "... le même type de bien a été souvent acheté puis vendu à différents moments de l’année. La raison pour cela est très clairement financière : les biens sont achetés lorsque le prix était faible puis vendu quand il était élevé. " Les montants spécifiques pour chaque produit échangé ne sont pas répertoriés. Par contre on a le moment de l'année où ont eu lieu les ventes et les achats, ce qui est l’information la plus précieuse pour les historiens. Ce qui manque sur la liste de Cui Shi, ce sont des éléments importants que sa famille a certainement achetés et vendus à des moments précis de l’année, tels que le sel, les outils agricoles en fer, les ustensiles de cuisine, le papier (inventé par Cai Lun en l'an 105 si l'on en croit la tradition chinoise), l'encre ainsi que des articles de luxe en soie et les aliments exotiques.
| Marchandises achetées et vendues tout au long de l’année au domaine de Cui Shi (催寔) | Marchandises achetées et vendues tout au long de l’année au domaine de Cui Shi (催寔)       | Marchandises achetées et vendues tout au long de l’année au domaine de Cui Shi (催寔) |
| Mois de l'année                                                                       | Acheté                                                                                      | Vendu                                                                                 |
| ------------------------------------------------------------------------------------- | ------------------------------------------------------------------------------------------- | ------------------------------------------------------------------------------------- |
| 2                                                                                     | Bois de chauffage et charbon de bois                                                        | Millet décortiqué, millet gluant, soja, haricots, chanvre et blé                      |
| 3                                                                                     | Tissu en chanvre                                                                            | millet gluant                                                                         |
| 4                                                                                     | Orge décortiquée et non décortiquée, soie à l'état brut                                     |                                                                                       |
| 5                                                                                     | Orge décortiquée et non décortiquée, blé, soie épaisse, tissu en chanvre et en soie, paille | Soja, haricots, sésame                                                                |
| 6                                                                                     | Orge décortiquée, soie épaisse, normale et légère                                           | Soja, haricots                                                                        |
| 7                                                                                     | Blé et/ou orge, soie normale et légère                                                      | Soja, haricots                                                                        |
| 8                                                                                     | Chaussures en cuir, millet gluant                                                           | Semences de blé et/ou d'orge                                                          |
| 10                                                                                    | Millet décortiqué, soja, haricots et graines de chanvre                                     | Soie épaisse, normale et légère                                                       |
| 11                                                                                    | Riz non gluant, millet décortiqué et non-décortiqué, fèves et graines de chanvre            |                                                                                       |

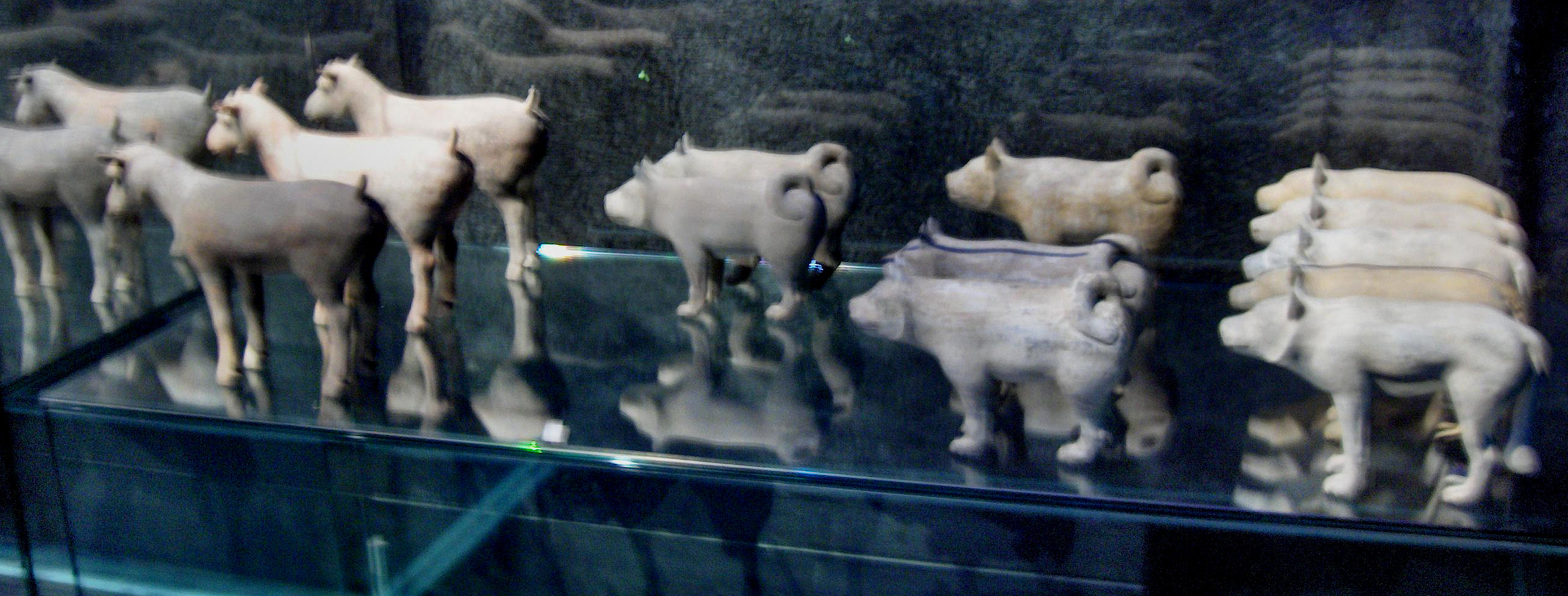
Figurines en céramique représentant des cochons et des bœufs. Elles proviennent d'une tombe de l'époque des Han occidentaux.

La période des Han orientaux est marquée par un chômage massif parmi les paysans sans terre. Toutefois, les preuves archéologiques et littéraires montrent que ceux qui gèrent les riches domaines agricoles bénéficient d'une grande prospérité et vivent confortablement. En plus de travaux de Shi, on dispose d'une rhapsodie décrivant la riche campagne de Nanyang et ses rizières irriguées, qui a été composée par Zhang Heng (78 -139), un inventeur, mathématicien et astronome de la Cour. Il mentionne les champs de céréales, les bassins remplis de poissons, les jardins et les vergers remplis de pousses de bambou, de poireaux en automne, de navets en hiver, de perilla, d'evodia et de gingembre pourpre.
Les briques qui décorent les parois des tombes des riches Chinois de l'époque des Han, sont ornées de reliefs sculptés ou moulés et de peintures murales. Souvent, elles montrent des représentations des biens de l’occupant de la tombe : halls, puits, chariots de transport, enclos pour le bétail, moutons, poulets et porcs, écuries pour les chevaux. On y voit aussi des travailleurs en train de cueillir des feuilles de mûrier, de labourer les champs cultivés et de biner des potagers.
les petites et moyennes exploitations agricoles sont gérées par des familles nucléaires. Le père est le gestionnaire de la société, les fils travaillent sur le terrain. Les épouses et les filles travaillent avec des employées pour produire de la soie et divers tissus. Les très riches propriétaires terriens qui font travailler un grand nombre de paysans, utilisent souvent un système de métayage, très semblable au système utilisé par le gouvernement pour mettre en valeur les terres publiques. Dans ce système, les paysans reçoivent des terres, des outils, des bœufs et une maison en échange d’un tiers ou de la moitié de leurs récoltes.

## Commerce extérieur et tributs

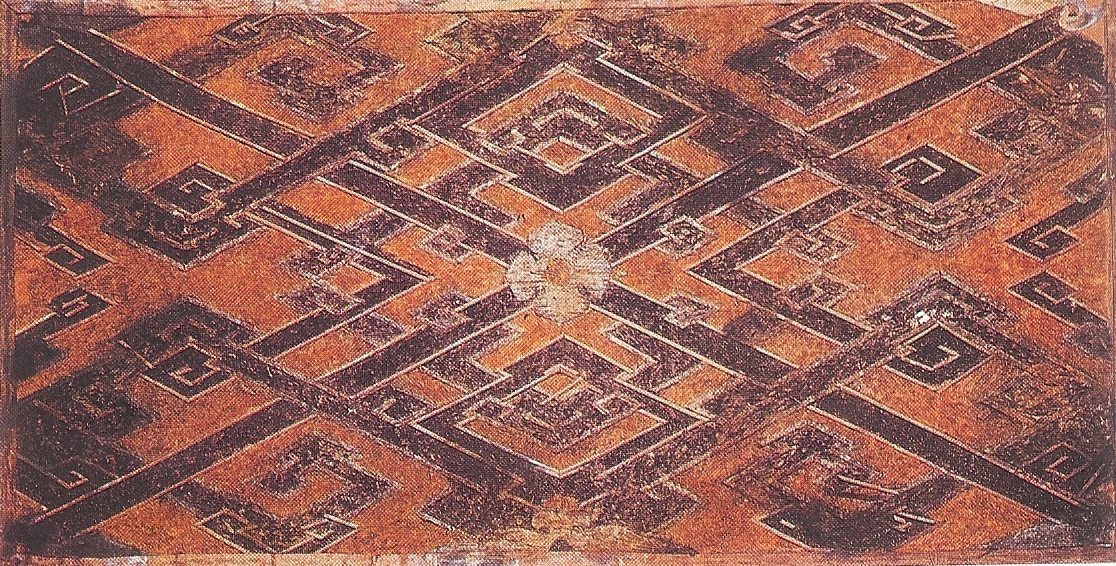
Tissus en soie provenant de la tombe n°1 de Mawangdui, Changsha, province de Hunan. Ils datent à l’époque des Han occidentaux,

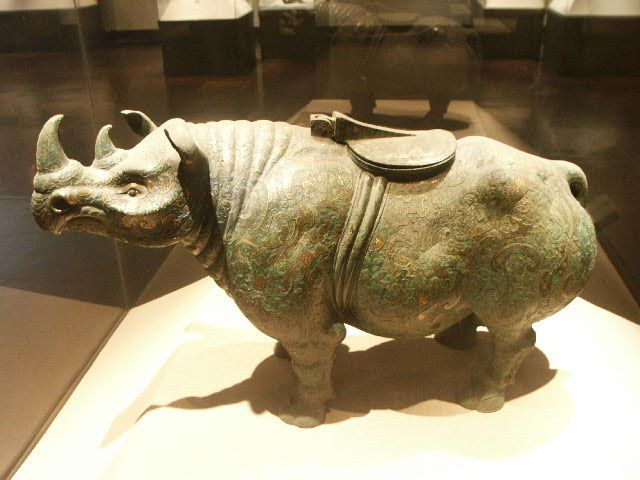
Rhinocéros en bronze datant des Han occidentaux

Avant la dynastie Han, les marchands situés à proximité de la frontière nord de la Chine avaient déjà commencé à commercer avec les tribus nomades de la Steppe eurasienne orientale. Ce commerce est institutionnalisé au IIe siècle av. J.-C. par les accords Heqin, conclu entre les Han et les nomades Xiongnu. Ces accords de paix prévoient, entre autres, des mariages entre les familles régnantes des deux pays et le versement par les Chinois d'un tribut dont le montant exact est inconnu. En 89 av. J.-C., quand Hulugu Chanyu (狐鹿姑) (r. 95 - 85 av. J.-C.) veut renouveler les accords Heqin, il demande un tribut annuel de 10,000 dan de vin (soit à peu près 400 000 l), 5 000 hu du grain (soit à peu près 100 000 l) et 10 000 balles de soie,. Ces quantités de vin, de grain et de soie sont considérées comme une augmentation significative du montant antérieur du tribut, qui devait être bien moindre. En plus de ces arrangements officiels, les échanges commerciaux les plus courants entre les marchands des Xiongnu et ceux des Han portent sur le commerce de chevaux et de fourrures Xiongnu, contre des produits agro-alimentaires et des articles de luxe Han; la soie étant le produit de luxe le plus recherché. Il existe également un marché noir très lucratif, permettant aux Xiongnu d'acheter et d'importer clandestinement des armes en fer venant de l'empire des Han.
Durant le règne de l'empereur Han Wudi (141 - 87 av. J.-C.), les Han établissent une présence diplomatique dans le bassin du Tarim, en Asie centrale. Leurs émissaires apportent des moutons, de l’or et de la soie en cadeaux aux cités-États des différentes oasis. Les Chinois utilisent parfois l'or comme monnaie, mais c'est la soie qui est favorisée comme moyen de payement pour la nourriture et le logement. Dès que les Han réussissent à subjuguer la région du bassin du Tarim et y établissent un protectorat, leurs émissaires dans ces États ont l'hébergement et les repas gratuits. Ces émissaires sont tenus d’envoyer à la cour les tributs des différentes cités, tributs qui comprennent des fourrures, des pierres précieuses et des aliments exotiques tels que les raisins asiatiques. La Cour de l'empire Arsacide envoie des animaux exotiques, y compris des lions et des autruches, à la Cour des Han; tandis qu'un roi gouvernant ce qui correspond maintenant à la Birmanie envoie des éléphants et des rhinocéros. Les missions diplomatiques que les Han envoient vers les diverses cours royales d’Asie sont généralement accompagnées de caravanes de commerce, qui réalisent des profits substantiels. [3]
La cour des Han reçoit en 51 av. J.-C. un tribut venant de Huhanye (呼韓邪) (r. 58 - 31 av. J.-C.), un chanyu des Xiongnu. Huhanye est surtout un important concurrent de Zhizhi, un autre chanyu et ennemi des Han, qui finit par mourir en 36 av. J.-C. en combattant une armée des Han. Huhanye rend hommage aux Chinois et procède à un échange d'otages à Chang'an, lors du nouvel an. Ce geste satisfait pleinement l'Empereur, qui récompense Huhanye avec les cadeaux suivants : 200 000 pièces d'or pour un poids total de 5 kg d'or, 77 costumes, 8 000 balles de tissu en soie, 1 500 kg de soie brute, 15 chevaux et 680 000 l de grain. Il s'agit là du seul cas connu de cadeau diplomatique comprenant autre chose que du tissu. Comme indiqué dans le tableau ci-dessous, basé sur l'article "Han Foreign Relations" de Yü Ying-shih parut en 1986, après 51 av. J.-C. les dons ne se composent plus que de soie, et la soumission politique du chanyu des Xiongnu n'est garantie que tant que les Han peuvent lui fournir des quantités toujours plus grandes de soie à chaque nouvelle visite à la Cour de Chine.
| Cadeaux des Han reçus par les Chanyu des Xiongnu, lors des hommages à la Cour des Han à Chang'an | Cadeaux des Han reçus par les Chanyu des Xiongnu, lors des hommages à la Cour des Han à Chang'an | Cadeaux des Han reçus par les Chanyu des Xiongnu, lors des hommages à la Cour des Han à Chang'an |
| Année (av. J.-C.)                                                                                | Soie brute (mesuré en catty)                                                                     | Tissu en soie (mesuré en balles)                                                                 |
| ------------------------------------------------------------------------------------------------ | ------------------------------------------------------------------------------------------------ | ------------------------------------------------------------------------------------------------ |
| 51                                                                                               | 1,500                                                                                            | 8,000                                                                                            |
| 49                                                                                               | 2,000                                                                                            | 9,000                                                                                            |
| 33                                                                                               | 4,000                                                                                            | 18,000                                                                                           |
| 25                                                                                               | 5,000                                                                                            | 20,000                                                                                           |
| 1                                                                                                | 7,500                                                                                            | 30,000                                                                                           |

La mise en place de la route de la soie a lieu pendant le règne de Han Wudi, grâce aux efforts du diplomate Zhang Qian. La demande accrue de soie de l’Empire romain stimule le trafic commercial en Asie centrale et dans l’océan Indien. Les marchands Romains embarquent à Barbarikon, un port situé à proximité de l'actuelle ville de Karachi au Pakistan, et à Barygaza situé dans l'actuel État de Gujarat en Inde. De là, ils partent acheter des soieries chinoises. Quand l'empereur Han Wudi conquiert le royaume de Nanyue en 111 av. J.-C., le commerce avec l'outre-mer s'étend à l’Asie du Sud-Est et à l’océan Indien. Les marchands des Han investissent ces nouveaux marchés où ils échangent de l'or et de la soie contre des perles, du jade, du lapis-lazuli et des verreries.
Selon le livre des Han postérieurs, des émissaires romains envoyés par l’Empereur Marcus Aurelius (r. 161-180), seraient arrivés à la cour de l'empereur Han Huandi en l'an 166 pour lui amener des cadeaux, après avoir pris une route passant par le sud. Cette mission romaine fait suite à une tentative infructueuse du diplomate Gan Ying, qui essaya en vain de rejoindre Rome en 97. Gan Ying a été retardé dans le golfe Persique par les autorités de l'empire des Arsacides et dut présenter un rapport basé uniquement sur des témoignages oraux concernant Rome,,. Les deux historiens Charles Hucker et Rafe de Crespigny pensent que cette mission romaine de 166 a été menée par des marchands romains assez audacieux pour tenter le voyage et non par de vrais diplomates. Selon Hucker :

« Les missions diplomatiques chargées d'amener les tributs des États vassaux, incluaient de manière assez commune des commerçants, qui gagnent ainsi l'occasion de faire des affaires dans les marchés de la capitale. Sans doute qu'une grande partie de ce que la Cour de Chine a choisi d’appeler des missions, n’étaient en fait que des entreprises commerciales habilement organisées par des marchands étrangers sans statut diplomatique. C’est sans doute le cas, notamment, avec un groupe de commerçants qui est apparu sur la côte sud en 166, en prétendant être des envoyés de l’empereur romain Marcus Aurelius Antoninus. »

La principale route commerciale menant à la Chine des Han passe d'abord par Kashgar, même si la Bactriane hellénistique, située plus à l'Ouest, est le nœud central du commerce international. À partir du Ier siècle apr. J.-C., la Bactriane, une grande partie de l’Asie centrale et le nord de l’Inde passent sous le contrôle de l’Empire Kouchan. La soie est le principal produit d’exportation de la Chine vers l’Inde. De leur côté, les marchands indiens vendent une grande variété de marchandises aux Chinois, dont des écailles de tortue, de l'or, de l'argent, du cuivre, du fer, du plomb, de l'étain, des toiles fines, des textiles en laine, du parfum, de l'encens, du sucre en cristaux, du poivre, du gingembre, du sel, du corail, des perles, des articles en verre et divers biens venant de Rome. Les marchands indiens vendent du styrax romain et de l’encens aux Chinois et laissent ces derniers croire que le bdellium vient de Perse, alors qu'il est originaire de l’est de l'Inde. Les Han apprécient beaucoup les grands chevaux de Ferghana, qui sont importés depuis Fergana et rendent de grands services au sein de la cavalerie chinoise. Les raisins d'Asie centrale (c.-à-d. vitis vinifera) sont à l'époque une nouveauté exotique. Ils sont utilisés pour faire du vin de raisin, bien que les Chinois connaissent l'alcool de riz depuis fort longtemps. De luxueux objets en verre venant de la Mésopotamie antique, ont été trouvés dans des tombes chinoises datant de la fin de la période des Printemps et Automnes (771 - 476 av. J.-C.). La verrerie romaine apparait dans les tombeaux chinois à partir du début du Ier siècle av. J.-C., le plus ancien objet s'y rattachant a été découvert au sud du port chinois de Guangzhou. On trouve également dans les tombeaux de la période Han de l'orfèvrerie venant de l'Empire romain et de l'empire arsacide.